# Yukon
O Yukon ou raramente Iucão, é o mais ocidental e o menor dos três territórios federais do Canadá (os outros dois são os Territórios do Noroeste e Nunavut). O território é limitado no oeste pelo estado norte-americano do Alasca, a leste pelos Territórios do Noroeste e ao sul pela Colúmbia Britânica. O território tem a menor população de qualquer província ou território no Canadá, com 35 874 residentes em 2016. A cidade de Whitehorse é a capital territorial e a única cidade incorporada do Yukon. Os oito municípios do território cobrem apenas 0,2% da área terrestre do território, mas são o lar de 80,9% de sua população.
O território do Yukon foi separado dos Territórios do Noroeste em 1898 e foi nomeado como "Yukon Territory", seu nome se deve ao maior rio do território, o rio Yukon, que significa "Grande Rio". A Lei do Yukon e do governo federal, que recebeu o assentimento real em 27 de março de 2002, estabeleceu o nome "Yukon" como o nome oficial do território, embora o nome "Yukon Territory" também seja popular, ainda usa-se internacionalmente a abreviatura postal de YT para o Yukon. Apesar de ser oficialmente bilíngue usando o inglês e o francês como línguas oficiais, o governo do Yukon também reconhece as línguas das Primeiras Nações porém não como oficiais.
No Yukon localiza-se o Monte Logan, com 5959 m de altitude, no Parque e Reserva Nacional Kluane. Trata-se da maior montanha do Canadá e segunda maior montanha da América do Norte (depois do Monte McKinley no estado norte-americano do Alasca). Segundo a classificação climática de Köppen-Geiger, o clima do território é majoritariamente subártico, resultando em invernos frios e longos, curtos verões e pequenas precipitações. Na costa do Oceano Ártico, ao norte, o território apresenta um clima de tundra.
Os rios notáveis incluem o rio Yukon (após o qual o território foi nomeado), bem como os rios Pelly, Stewart, Peel, White e Tatshenshini.

## Etimologia
O rio mais notável do local é o rio Yukon, esse rio deu nome ao território. Acredita-se que o termo "Yukon" tenha origem na língua gwich'in que traduzido para o inglês seria "great river" que em português significa "grande rio".

## História
A história da habitação humana no Yukon remonta à Idade do Gelo, e acredita-se que os habitantes originais chegaram há mais de 20 000 anos, migrando da Ásia através da ponte terrestre no Estreito de Bering. No século XVIII, os exploradores russos iniciaram o comércio com os povos das Primeiras Nações ao longo da costa do Alasca, iniciando o estabelecimento de relações comerciais em toda a região. A famosa Corrida do Ouro de Klondike começou depois que o ouro foi descoberto perto da cidade de Dawson em 1896. Como resultado do afluxo de pessoas à procura de ouro, o Yukon foi feito um território separado, sendo recortado dos Territórios do Noroeste em 1898. O segundo grande evento na história do Yukon é a construção da Estrada do Alasca durante a Segunda Guerra Mundial, para o transporte de suprimentos de guerra. Eventualmente, Whitehorse se tornou a maior cidade do Yukon e, em seguida, a capital em 1953.

### Antes do contato europeu

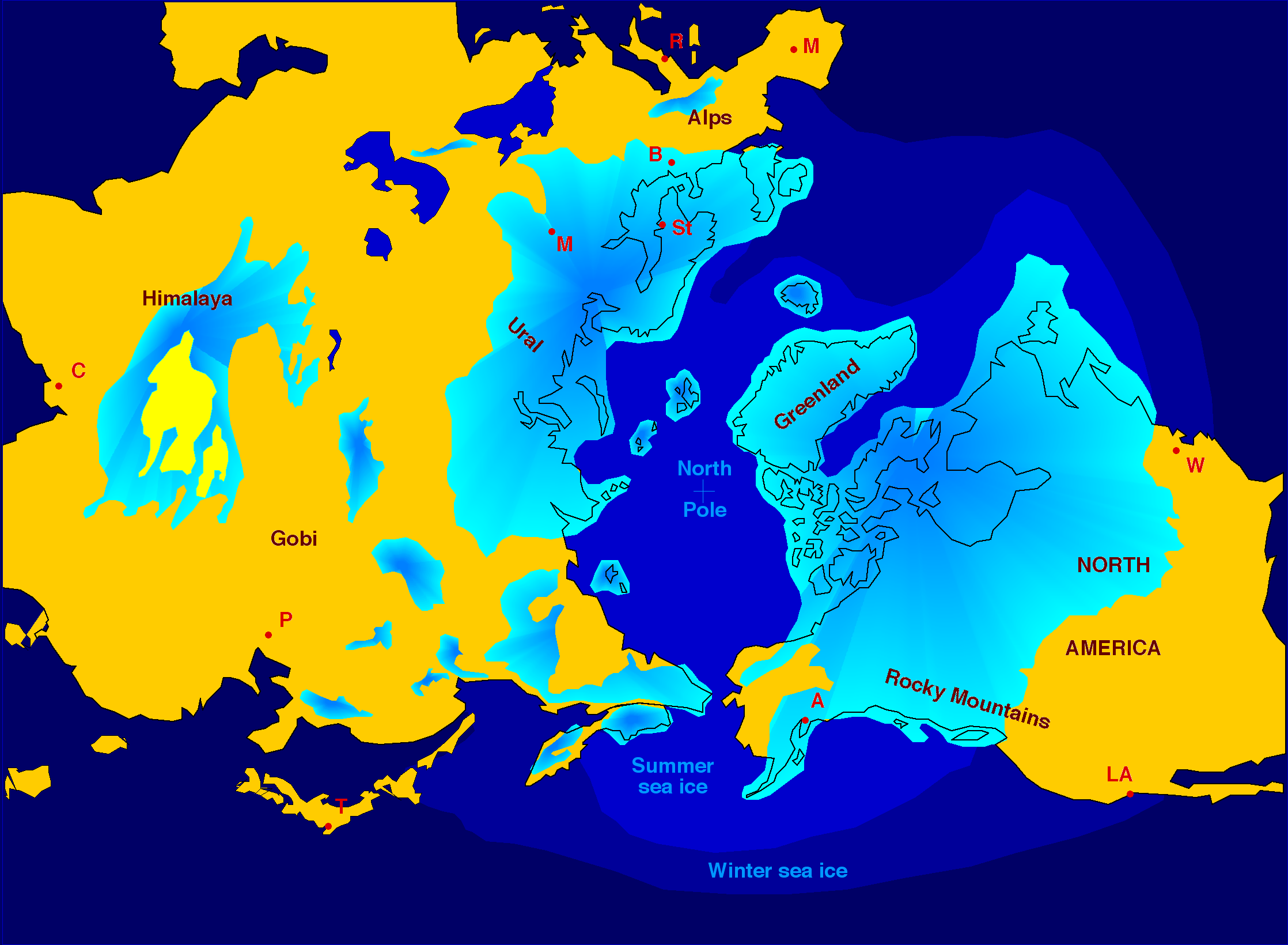
Beringia, uma área livre de gelo durante a última era do gelo.

Evidência contestada dos restos mais antigos de habitação humana na América do Norte foi encontrada no Yukon. Um grande número de ossos de animais aparentemente modificados por seres humanos foi descoberto na área de Old Crow no norte de Yukon, datada de 25 000 a 40 000 anos na datação por carbono. O centro e o norte do Yukon não eram glaciais, pois faziam parte de Beríngia.
Por volta do ano 800, uma grande erupção vulcânica do Monte Churchill, perto da fronteira com o Alasca, cobriu o sul do Yukon com cinzas. Essa camada de cinzas ainda pode ser vista ao longo da rodovia Klondike. As histórias das Primeiras Nações do Yukon falam de todos os animais e peixes morrendo como resultado da erupção do vulcão. Histórias semelhantes são contadas entre os navajos e apaches falantes de línguas atabascanas, levando à conclusão, por alguns antropólogos, de que a migração dos povos atabascanos para o que hoje é o sudoeste dos Estados Unidos poderia ter sido causada pela erupção. Depois disso, a tecnologia de caça viu a substituição de propulsores por arcos e flechas.
Extensas redes comerciais entre os tlingits costeiros e o interior das Primeiras Nações se desenvolveram, onde os povos costeiros trocavam óleo de peixe e outros produtos costeiros por cobre e vestimentas de pele encontrados no interior. O Yukon fazia parte da extinta Beríngia e abrigava uma grande variedade de espécies de megafauna como os bisontes-da-estepe, leões-americanos, ursos-de-cara-achatada, mamutes-lanudos, castores-gigantes, mastodontes-americanos, alces, preguiças-gigantes, camelops, lobos-pré-históricos, renas, bois-almiscarados, saigas, chitas-americanas, bisontes, ursos-pardos, Equus scotti, Equus lambei, lobos-cinzentos e iaques.

### Povos indígenas

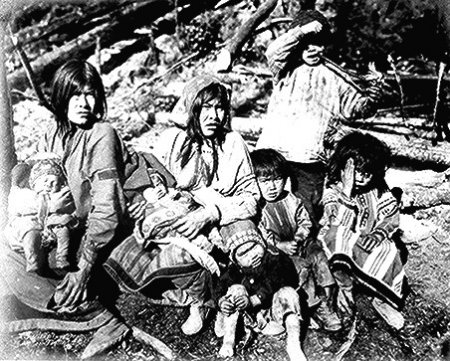
Mulheres e crianças da etnia Tinglit

As estimativas da população do Yukon no começo do século XIX diferem fortemente. Os historiadores anteriormente assumiram que viviam cerca de 8000 pessoas no território, de 7000 a 8000 pessoas, ou mais de 9000 pessoas. Outras estimativas mostram que em 1830 o número de indígenas atingiu 4700 pessoas.
A parte principal do território moderno do Yukon foi ocupada por várias tribos indígenas atabascanas. No norte, nas bacias do rio Peel e do rio Porcupine, vivia os povos chamados de índios Gwich'in, que também eram chamados de Kutchin. No alcance médio do rio Yukon, na fronteira com o Alasca, viviam índios relativos a eles. O povo Tutchone do Norte ocupava a maior parte do centro do Yukon, nas bacias do rio Pelly e do rio Stewart, já o povo Tutchone do Sul, ocupava o sudoeste do Yukon. No sudeste, em uma bacia do rio Liard, viviam os índios Kaska. No sul, perto de lagos nos cursos superiores do Yukon vivia em relação a eles os índios Tagish. No sudoeste, nas margens do rio White, vivia o povo Tatano Superior.
Além dos atabascanos, na costa ártica do Yukon, incluindo a ilha Herschel, vivia o povo Inuíte (esquimó). E no sul, no rio Teslin, vivia o povo Tlingit Continental, cuja língua, junto com as línguas atabascanas, era incluída na família linguística na-dene.
Coberto de neve, o Monte Santo Elias, no extremo sudoeste do Yukon, estava instável.

### Século XIX
As incursões europeias no que mais tarde se tornou o Yukon começaram na primeira metade do século XIX com o comércio de peles. Os exploradores e comerciantes da Companhia da Baía de Hudson dos postos comerciais do rio Mackenzie usaram duas rotas diferentes para entrar no Yukon e criaram postos comerciais ao longo do caminho. A rota norte começou em Fort McPherson nos Territórios do Noroeste ao longo do rio Mackenzie, cruzou as montanhas nos rios Bell e Porcupine até o rio Yukon. A rota do sul começou em Fort Liard, também nos Territórios do Noroeste, depois para o oeste ao longo do rio Liard até o lago Frances e depois ao longo do rio Pelly até sua confluência com o rio Yukon.

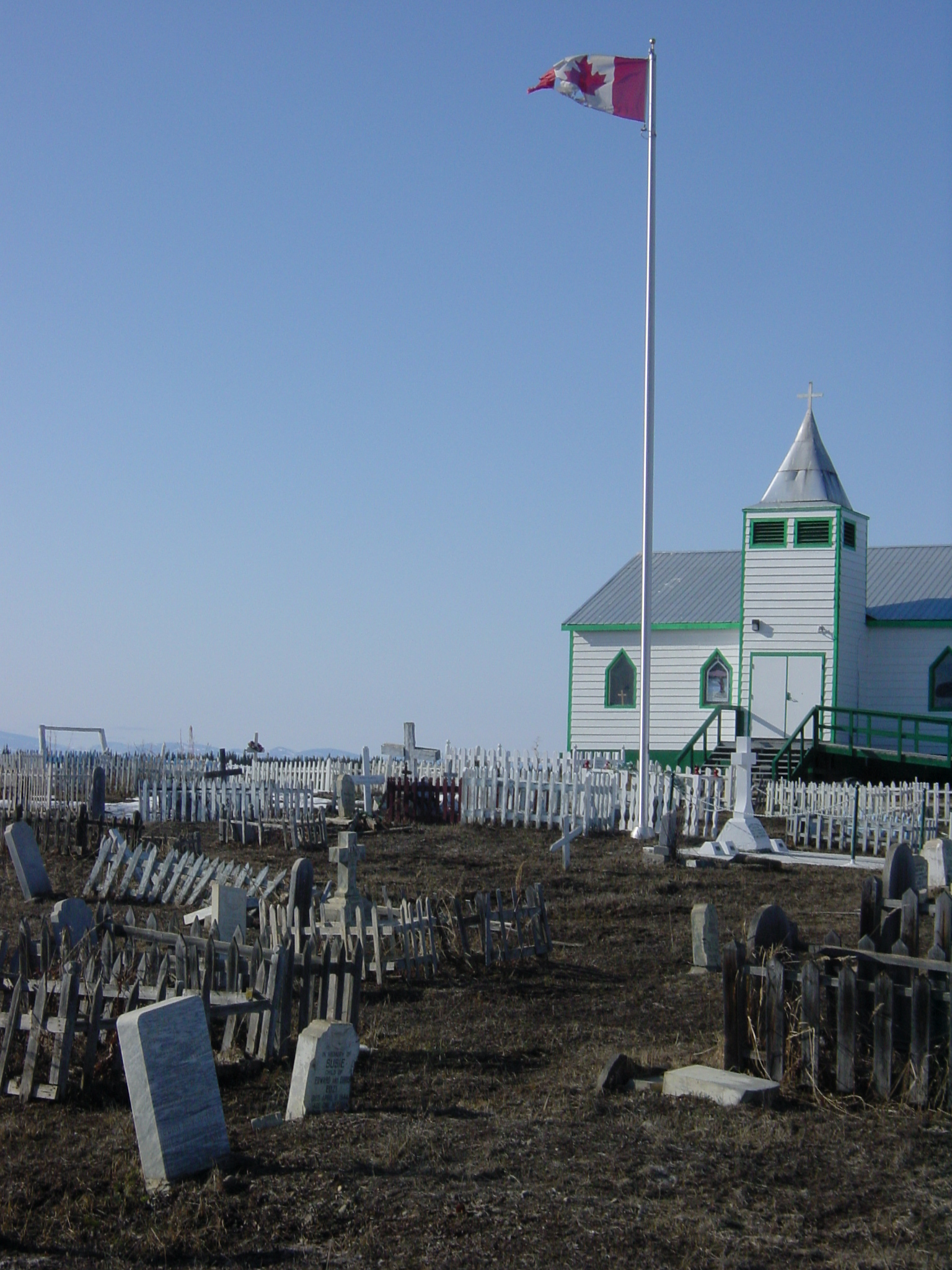
Fort McPherson, Territórios do Noroeste.

Depois de estabelecer Fort McPherson nos Territórios do Noroeste, John Bell atravessou as montanhas na bacia hidrográfica do rio Yukon em 1845 e desceu o rio Rat (hoje chamado de rio Bell) até sua confluência com o rio Porcupine. Depois de administrar o comércio de peles em Fort McPherson, ele retornou ao rio Bell e seguiu o Porcupine até sua confluência com o rio Yukon, o local eventual de Fort Yukon. Logo depois, Alexander Hunter Murray estabeleceu postos comerciais em Lapierre House (1846) e em Fort Yukon (1847) na junção dos rios Porcupine e Yukon. Murray desenhou numerosos esboços de postos comerciais de pele e escreveu o Jornal do Yukon, de 1847 a 1848, que oferecia informações valiosas sobre a cultura local das pessoas da Primeira Nação de Gwich'in na época.
Enquanto o posto estava realmente no território do Alasca Russo, a Companhia da Baía de Hudson continuou a operar lá até ser expulsa pelos comerciantes americanos em 1869, após a compra do Alasca. Um novo posto de comércio, chamado de Rampart House foi estabelecido a montante ao longo do rio Porcupine, mas também provou estar apenas dentro do limite do Alasca. Os Gwich'in, especialmente sob a liderança de Sahneuti, lutaram fora da Companhia da Baía de Hudson contra os comerciantes americanos da Companhia Comercial do Alasca.
Mais ou menos na mesma época, Robert Campbell, vindo de Fort Simpson, explorou grande parte do sul do Yukon e estabeleceu Fort Frances (1842) no lago Frances, na bacia do rio Liard, e o Fort Selkirk (1848), na confluência do rio Yukon com o rio Pelly. Em 1852, o Fort Selkirk foi saqueado por guerreiros da etnia Tlingit, que se opuseram à sua interferência em seu comércio. O Fort Selkirk foi abandonado e não foi restabelecido até 1889.
Missionários anglicanos e católicos romanos seguiram na esteira do comércio de pele. É digno de nota, William Carpenter Bompas, que se tornou o primeiro bispo anglicano do território do Yukon. Missionários católicos eram principalmente da ordem dos Missionários Oblatos de Maria Imaculada, que ainda hoje mantêm uma presença no Yukon.

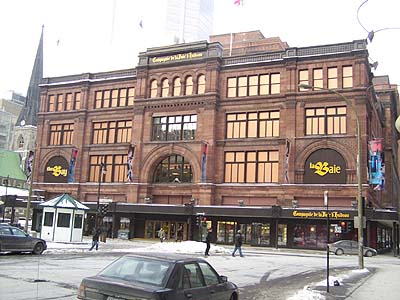
Loja da Companhia da Baía de Hudson em Montreal, Quebec.

Em 1859, Robert Kennicott iniciou uma expedição para coletar espécimes de história natural no que hoje é o vale do rio Mackenzie e do rio Yukon e na tundra ártica. Kenicott tornou-se popular entre os comerciantes de pele da Companhia da Baía de Hudson na área e incentivou-os a coletar e enviar espécimes de história natural e artefatos das Primeiras Nações para o Smithsonian. Em 1865, a Expedição Telegráfica da Western Union foi montada para encontrar uma possível rota para uma linha telegráfica entre a América do Norte e a Rússia, através do Mar de Bering. Kennicott foi o cientista chefe desta expedição e o grupo de naturalistas enviados para ajudá-lo incluiu William Healey Dall. Robert Kennicott morreu de ataque cardíaco enquanto viajava pelo rio Yukon. No entanto, os esforços de Kennicott trouxeram a atenção do mundo para o que hoje é o Yukon.
Rumores da presença de ouro na área haviam sido relatados pelos comerciantes da Companhia da Baía de Hudson, mas pouco havia sido feito sobre isso. Após a compra do Alasca e o abandono de Rampart House, os comerciantes da Companhia Comercial do Alasca começaram a trabalhar ao longo do alto rio Yukon. Três mineiros, Alfred Mayo, Jack McQuesten e Arthur Harper, tendo ouvido falar desses rumores, foram trabalhar para a Companhia Comercial do Alasca como comerciantes, embora seu interesse principal estivesse nas perspectivas de ouro. Em 1874, Mayo e McQuesten fundaram o Fort Reliance, algumas milhas a jusante do que mais tarde se tornou Dawson City. Mineiros e garimpeiros lentamente entraram no território, e o ouro foi encontrado em muitas áreas, mas raramente em quantidades satisfatórias.

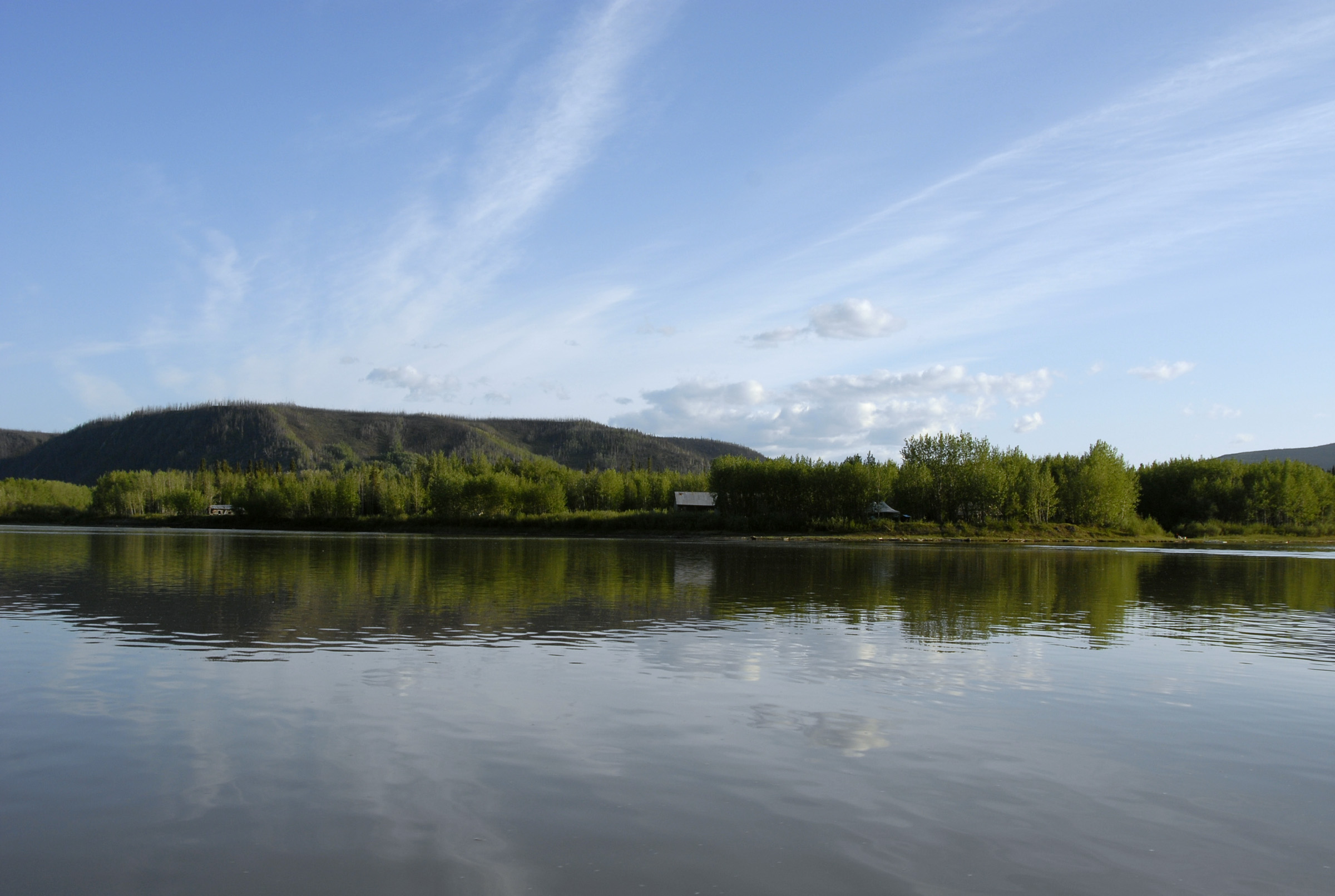
Local histórico de Forty Mile no rio Yukon.

Em 1885, uma quantia considerável de ouro foi encontrada no rio Stewart, e McQuesten convenceu a Companhia Comercial do Alasca a começar a atender os mineiros em vez de se concentrar apenas no comércio de pele. No ano seguinte, quantidades pagas de ouro grosso foram encontradas no rio Fortymile, e um novo entreposto comercial, chamado Forty Mile foi estabelecido na confluência do rio Fortilino com o rio Yukon.
Ao mesmo tempo em que as primeiras descobertas de ouro estavam sendo feitas, o Exército dos Estados Unidos enviou o tenente Frederick Schwatka para fazer o reconhecimento do rio Yukon. Indo sobre Chilkoot Pass, seu grupo construiu jangadas e flutuou pelo rio Yukon até a foz no Mar de Bering, citando muitas características geográficas ao longo do caminho. A expedição de Schwatka alarmou o Governo Canadense, que então enviou uma expedição sob o comando de George Mercer Dawson em 1887. William Ogilvie, um inspetor que mais tarde se tornaria famoso durante a Corrida do Ouro de Klondike e fazia parte da expedição de Dawson, examinou a fronteira com o Alasca.
Em 1894, preocupado com o influxo de garimpeiros americanos e com o comércio de bebidas alcoólicas, o Governo Canadense enviou o inspetor Charles Constantine, da Polícia Montada do Noroeste, para examinar as condições nos distritos do Yukon.

### Corrida do ouro

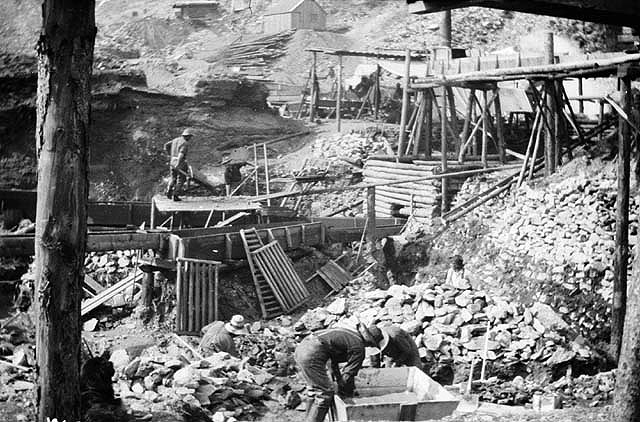
Mineração de ouro em Bonanza Creek

A Corrida do Ouro de Klondike foi o evento que deu início ao território do Yukon. Um partido liderado por Skookum Jim Mason descobriu ouro em Bonanza Creek, um afluente do rio Klondike, em agosto de 1896. Estima-se que de 30 000 a 40 000 pessoas enfrentaram numerosas dificuldades para alcançar os campos de ouro de Klondike no inverno e primavera de 1897–1898 após a descoberta se tornar conhecida em 1897. Com o influxo de garimpeiros americanos, o Governo Canadense decidiu criar um território separado para controlar melhor a situação.
Em 1901, depois de muitos voltarem, o censo canadense estimou a população do território em 27 219, número que só foi atingido em 1991. O afluxo de pessoas estimulou grandemente a exploração mineral em outras partes do Yukon e levou a duas corridas de ouro subsidiárias, uma em Atlin, na Colúmbia Britânica e em Nome, no Alasca, bem como em uma série de mini corridas. As necessidades de transporte para os campos de ouro levaram à construção de White Pass e da Rota do Yukon.

### Século XX e atualidade

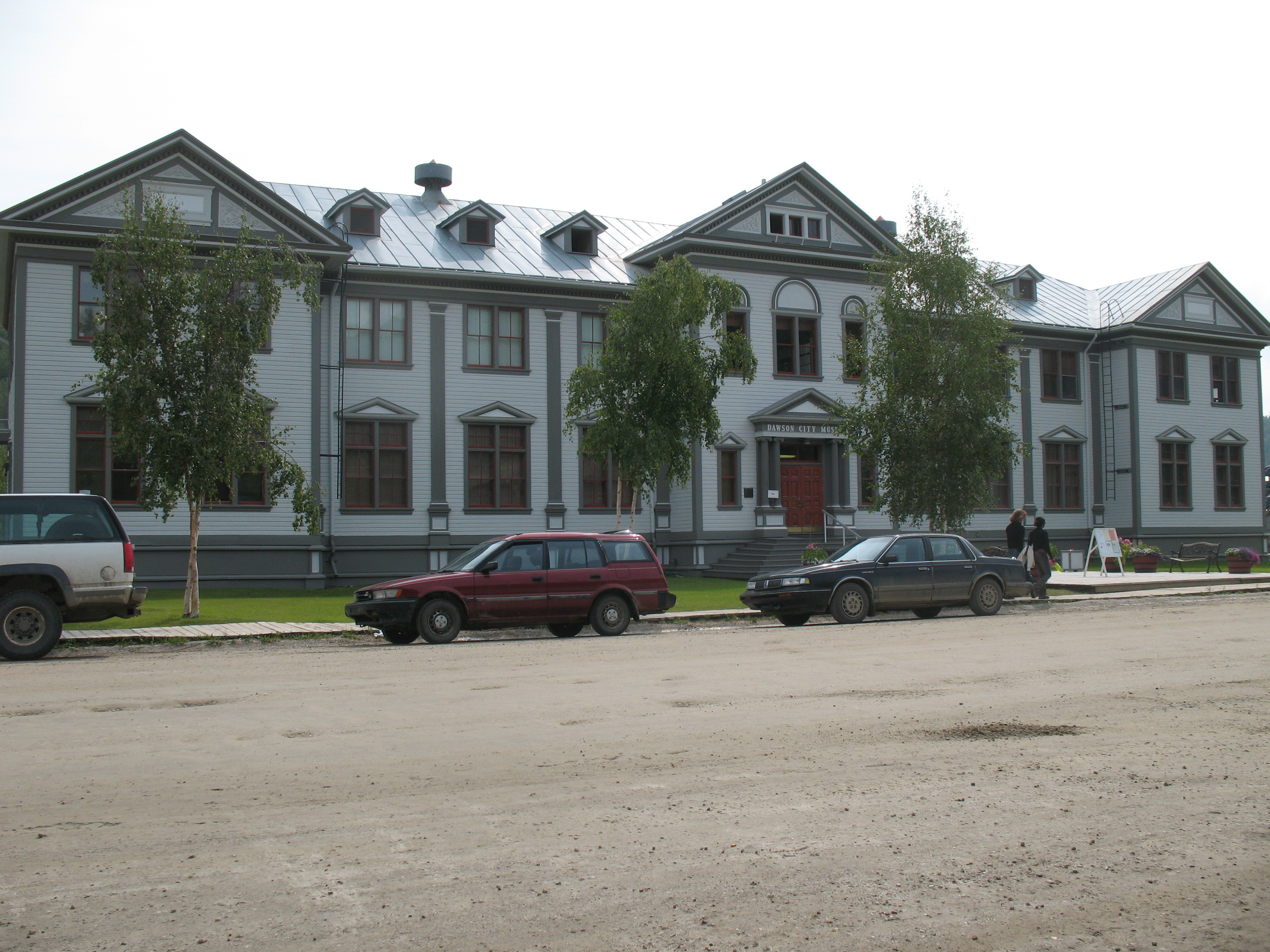
Antigo Prédio de Administração Territorial, Dawson City

Por volta do início do século XX, o Exército dos Estados Unidos iniciou a construção de uma linha telegráfica que passava por Tanacross, cruzando o rio Tanana em um lugar chamado Tanana Crossing. A linha continuava para o norte, passando pela aldeia de Ketchumstuck, e por um ramal indo para oeste até Fairbanks e o outro para o posto militar em Eagle. O impacto direto da linha foi breve, no entanto, já em 1915 a maior parte foi abandonada e em 1926 apenas 11 milhas permaneceram. Em 1912, a Igreja Episcopal Protestante comprou a instalação do telégrafo em Tanana Crossing e estabeleceu a missão de São Timóteo.
Após a corrida do ouro, a população do território do Yukon declinou abruptamente, alcançando uma baixa de 4 157 em 1921 e permaneceu razoavelmente estável até os anos 1940. Isto foi apesar do desenvolvimento de outras áreas de mineração, incluindo prata em Conrad e especialmente perto de Mayo, ouro na área do lago Kluane e cobre perto de Whitehorse. Em Klondike, as reivindicações dos mineiros individuais foram compradas e consolidadas com a ajuda do governo por um pequeno número de empresas, incluindo a Yukon Gold Corporation de Guggenheim, que usava grandes dragas flutuantes. A Yukon Consolidated Gold Company continuou a se dedicar ao ouro até a década de 1960. Um breve período de prosperidade se seguiu durante a década de 1930, quando o preço do ouro subiu.
Em 1920, o conselho territorial eleito havia sido reduzido a três membros e o território era governado diretamente pelo comissário, um funcionário público federal subordinado ao Ministro do Interior do Canadá.

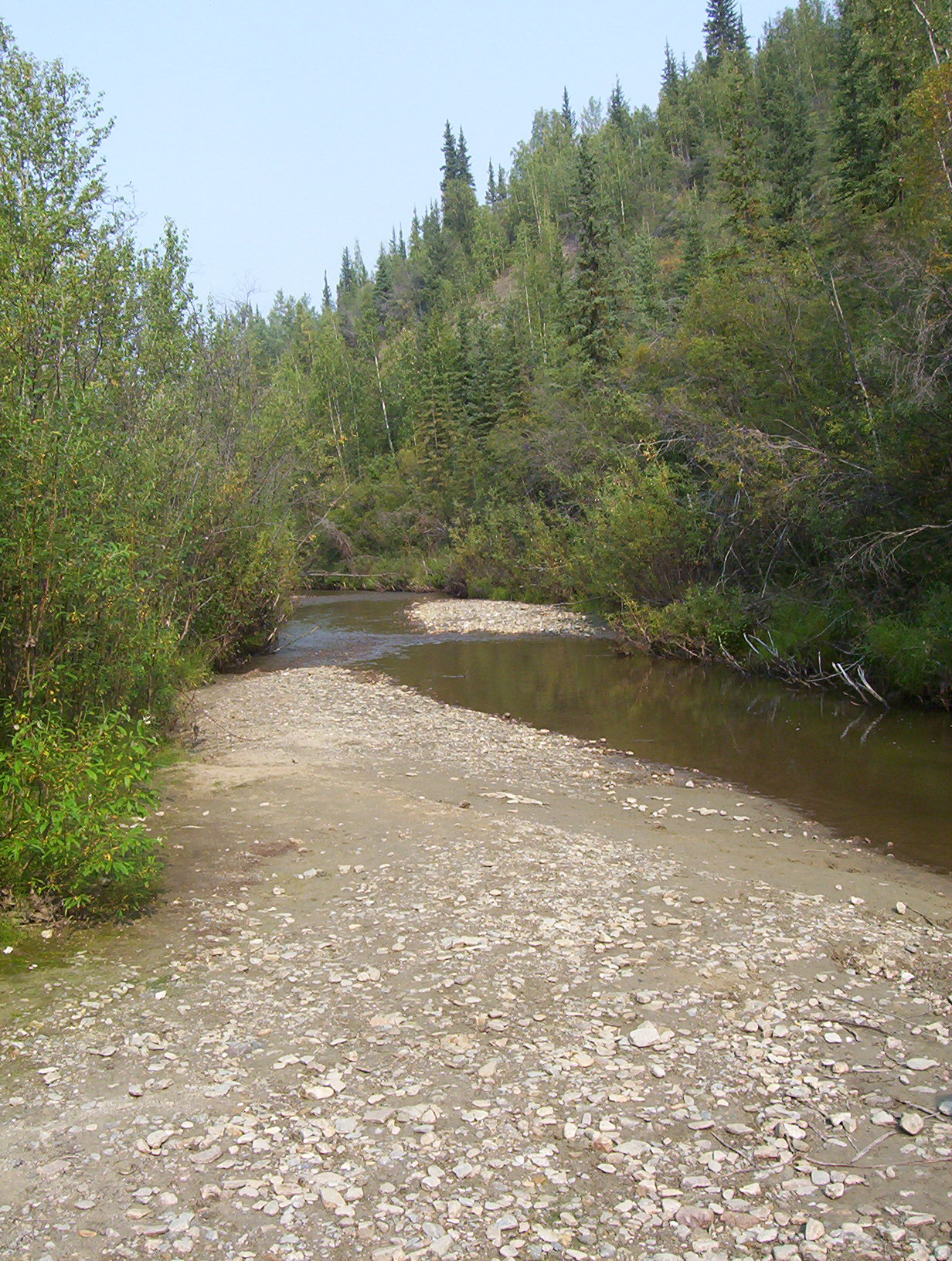
Bonanza Creek.

O próximo evento importante na história do Yukon foi a construção da Estrada do Alasca durante a Segunda Guerra Mundial, que, após sua reconstrução extremamente necessária pelo Governo Canadense no final da década de 1940, abriu o território ao tráfego rodoviário. A estrada do Alasca desempenhou um papel extremamente importante na aculturação das pessoas indígenas. Hoje, a rodovia continua sendo uma rota cênica e bem mantida ao longo do ano. A guerra também viu a construção de vários aeródromos como parte da Rota de Escalonamento do Noroeste. No entanto, o influxo de equipes de construção de rodovias do sul teve um efeito devastador em algumas das Primeiras Nações do Yukon, que sofriam com um grande número de mortes por doenças para as quais não tinham imunidade.
Outras rodovias foram construídas durante as décadas de 1950 e 1960, resultando no declínio e desaparecimento dos barcos que forneceram o principal meio de transporte até a década de 1960. Na década de 1950, a Rota White Pass & Yukon foi pioneira no uso de transporte intermodal em contêineres. A atividade de mineração também reviveu, incluindo mineração de cobre em Whitehorse, prata e chumbo em Keno e Elsa, amianto em Clinton Creek. A maior mina de chumbo e zinco a céu aberto do mundo foi inaugurada em Faro no início dos anos 70. A mineração de ouro voltou para Klondike e outras áreas com o grande aumento dos preços do ouro no final dos anos 1970.
Nos anos 80 e 90, a mineração declinou e o papel do governo aumentou consideravelmente com transferências cada vez maiores do governo federal para o Yukon. Em 1978, a política partidária foi introduzida na Assembleia Legislativa do Yukon. Em outubro de 1979, o governo responsável foi concedido pelo ministro Jake Epp. Em outra frente, as Nações Unidas começaram a fazer lobby e iniciaram negociações de reivindicação de terras nos anos 1970 que culminaram na assinatura de um acordo em 1992. Embora a maioria das Primeiras Nações tenha assinado acordos, as reivindicações por terras e autogovernos continuam ainda hoje. As Primeiras Nações são agora consideradas um quarto nível de governo e a natureza específica das relações intergovernamentais ainda está sendo trabalhada. Hoje, o governo canadense está investindo em pesquisa de energia limpa e proteção ambiental no território, com um dos objetivos sendo o crescente envolvimento dos povos das Primeiras Nações, Inuíte e Métis na economia do norte.

## Geografia

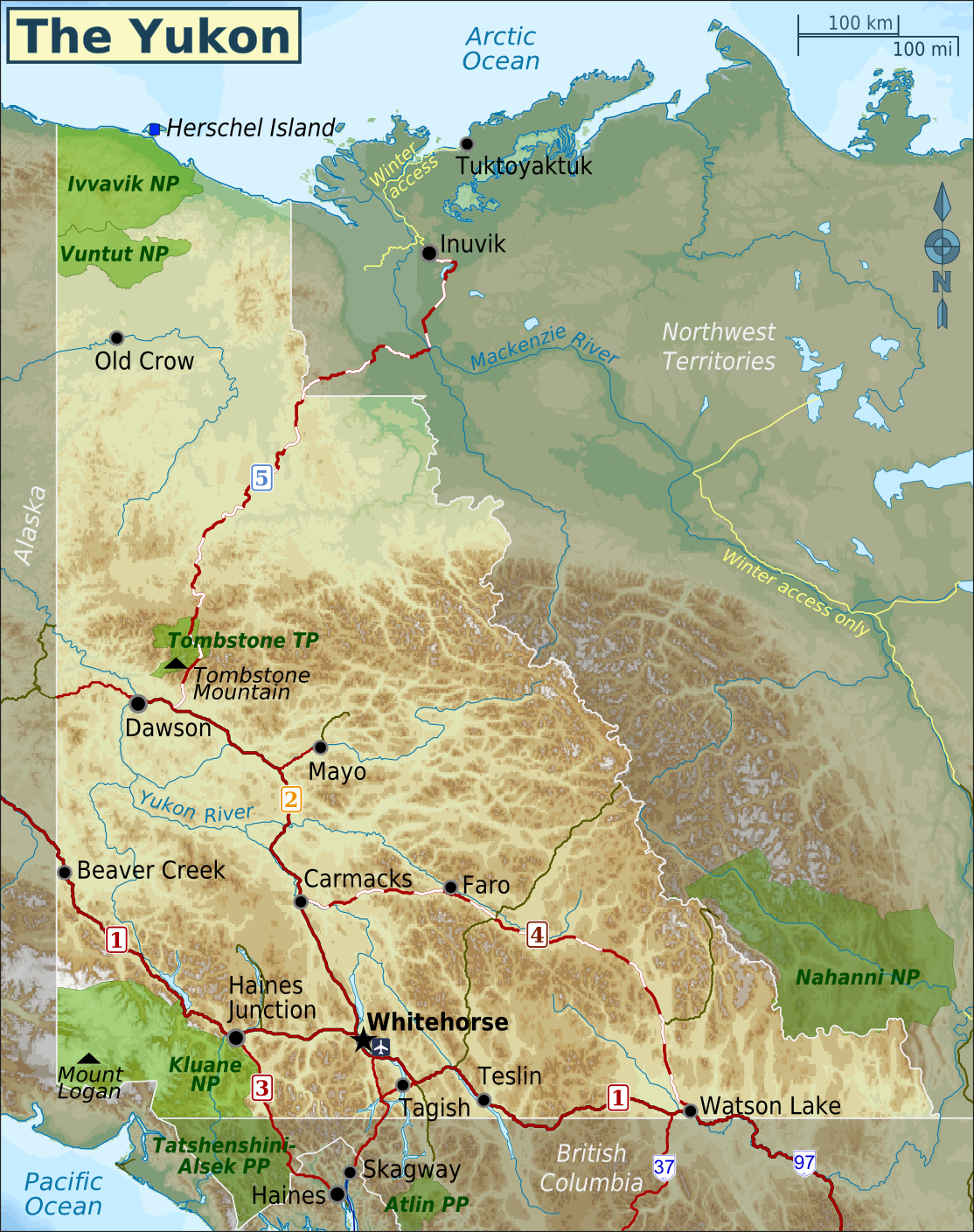
Mapa do Yukon.

O território do Yukon tem a forma aproximada de um triângulo retângulo, faz fronteira com o estado do Alasca ao oeste e noroeste por 1 210 km, principalmente ao longo da longitude 141º W, com os Territórios do Noroeste a leste e com a Colúmbia Britânica ao sul. Sua costa norte fica no mar de Beaufort. Seu limite leste irregular segue principalmente a divisão entre a bacia do rio Yukon e a bacia de drenagem do rio Mackenzie para o leste nas montanhas Mackenzie. O Yukon cobre 482 443 km2, dos quais 474 391 km são área terrestre, enquanto 8 052 km são cobertos por água, tornando-se a nona maior subdivisão canadense e a quadragésima primeira maior entidade subnacional do mundo e, entre as cinquenta maiores, a menos populosa.
A maior parte do território está na divisa de seu homônimo, o rio Yukon. O sul do Yukon é pontilhado por um grande número de lagos alpinos grandes, longos e estreitos alimentados por geleiras, a maioria dos quais flui para o sistema do rio Yukon. Os lagos maiores incluem o lago Teslin, o lago Atlin, o lago Tagish, o lago Marsh, o lago Laberge, o lago Kusawa e o lago Kluane. O lago Bennett na trilha da corrida do ouro de Klondike é um lago que deságua no lago Nares, com a maior parte de sua área dentro do Yukon.

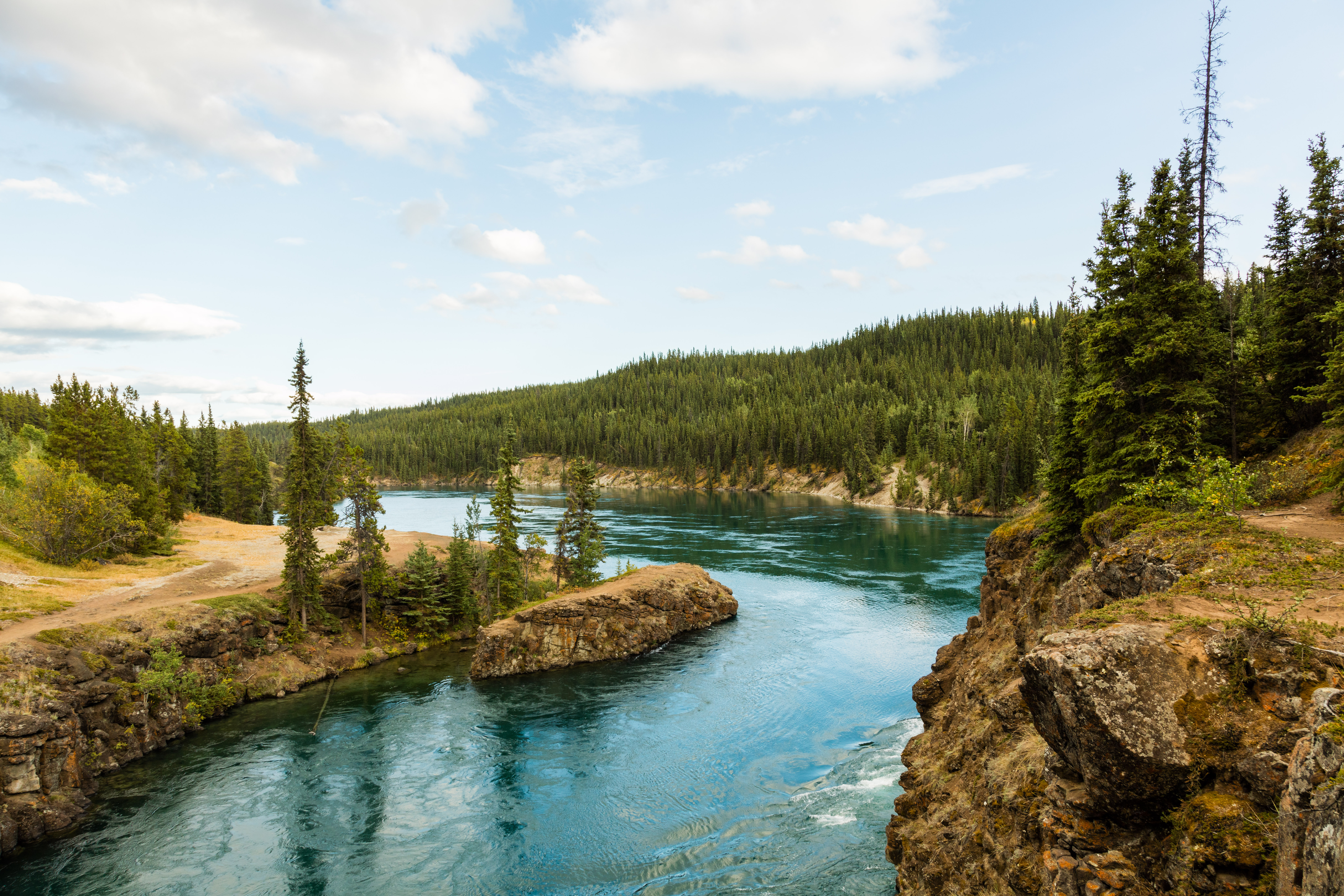
O rio Yukon do Basalts Miles Canyon.

Outras bacias hidrográficas no território incluem o rio Mackenzie, a bacia hidrográfica do rio Peel e as bacias dos rios Alsek–Tatshenshini, e vários rios que desembocam diretamente no mar de Beaufort. Os dois rios principais do Yukon que fluem no Mackenzie nos Territórios do Noroeste são o rio Liard no sudeste e o rio Peel e seus afluentes no nordeste.
O ponto mais alto do Canadá, o Monte Logan, com mais 5 959 m, fica no sudoeste do território. O Monte Logan e uma grande parte do sudoeste do Yukon estão no Parque e Reserva Nacional Kluane, um Patrimônio Mundial da UNESCO. Outros parques nacionais incluem o Parque Nacional Ivvavik e o Parque Nacional Vuntut, no norte do Yukon.
Espécies arbóreas comuns notáveis no Yukon são o abeto-preto e o abeto-branco. Muitas árvores são raquíticas devido à curta estação de crescimento e clima severo do território.

### Clima

Tipos climáticos do Yukon segundo a classificação climática de Köppen-Geiger.

A maior parte do Yukon tem um clima subártico (Dfc, na classificação climática de Köppen), caracterizado por longos invernos frios e breves verões quentes. A costa do Oceano Ártico tem um clima de Tundra (ET). O clima é geralmente muito seco, com pouca precipitação, mas é consideravelmente mais úmido no sudeste. A precipitação é muito maior nas montanhas, e a neve continua a derreter bem no verão, resultando em água alta em julho ou agosto.
Embora a temperatura média no inverno no Yukon seja moderada nos padrões do Ártico canadense, nenhum outro lugar na América do Norte fica tão frio quanto o Yukon durante os períodos de frio extremo. A temperatura caiu para −60 °C três vezes, em 1947, 1954 e 1968. O mais extremo frio ocorreu em fevereiro de 1947, quando a temperatura na cidade abandonada de Snag caiu para −63 °C.
Ao contrário da maior parte do Canadá, onde as ondas de calor mais extremas ocorrem em julho, agosto e até setembro, o calor extremo no Yukon tende a ocorrer em junho e até maio. O Yukon já registrou 36 °C três vezes. A primeira vez foi em junho de 1969, quando Mayo registrou uma temperatura de 36,1 °C. Cerca de 14 anos depois, esse recorde quase foi superado quando Forty Mile registrou 36 °C em maio de 1983. O recorde antigo foi finalmente quebrado 21 anos depois, em junho de 2004, quando a estação meteorológica de Mayo Road, localizada a noroeste de Whitehorse, registrou uma temperatura de 36,5 °C.
| Cidade      | Temperatura média anual | Média máxima em julho | Média mínima em janeiro | Queda de neve média | Precipitação Média |
| ----------- | ----------------------- | --------------------- | ----------------------- | ------------------- | ------------------ |
| Whitehorse  | −9,0 °C                 | 21 °C                 | −36 °C                  | 129 cm              | 144 mm             |
| Dawson City | −4,4 °C                 | 23 °C                 | −31 °C                  | 160 cm              | 200 mm             |
| Old Crow    | −0,7 °C                 | 21 °C                 | −22 °C                  | 145 cm              | 163 mm             |
| Watson Lake | −2,9 °C                 | 21 °C                 | −29 °C                  | 197 cm              | 255 mm             |

## Ecologia
Com exceção da planície costeira do Oceano Ártico e suas altas elevações, a maior parte do Yukon está na ecorregião da floresta boreal. A maioria dos picos das montanhas e altitudes mais elevadas é caracterizada pela tundra alpina, enquanto a planície costeira é a caracterizada pela tundra costeira do Ártico. Mais precisamente, de acordo com as definições de ecozona da Environment Canada, o sul e o centro do Yukon fazem parte da Ecozona da Cordilheira Boreal, enquanto a floresta do norte faz parte da Ecozona da Cordilheira de Taiga. A área do rio Peel no nordeste está na Ecozona das Planícies de Taiga e a costa ártica está na Ecozona Ártica do Sul.

### Plantas

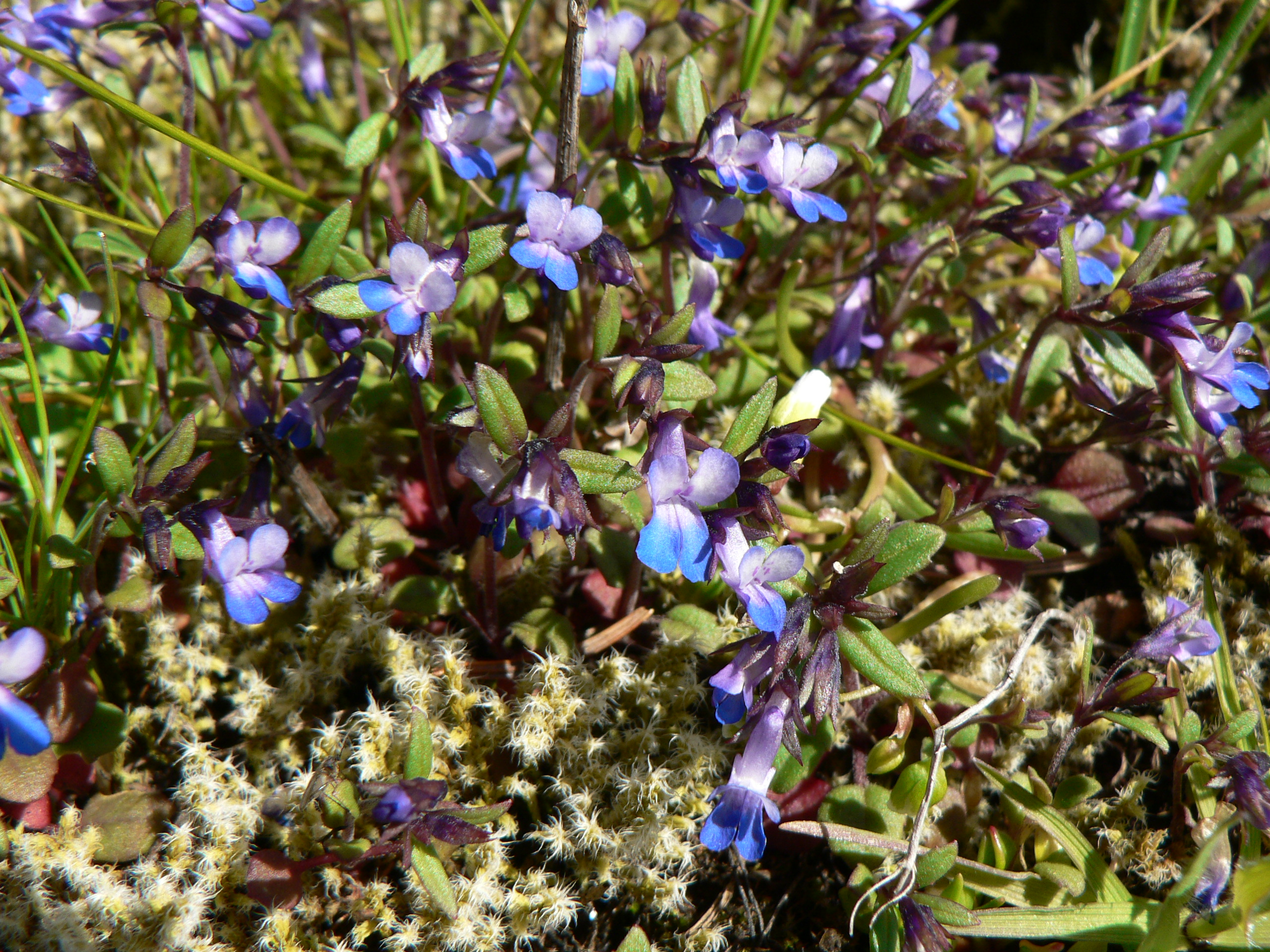
Collinsia parviflora.

O abeto-preto (Picea mariana), o abeto-branco (Picea glauca), o álamo-tremedor (Populus tremuloides) e o álamo-bálsamo (Populus balsamifera) são encontrados em grande parte do território. Embora relativamente incomum, a bétula do Alasca (Betula neoalaskana) também é encontrada na maioria das áreas. O Pinus contorta atinge o seu extremo norte na parte centro-sul do território, enquanto o lárice-americano (Larix laricina) é encontrado no sudeste e o abeto-subalpino (Abies lasiocarpa) é encontrado em altitudes mais elevadas na parte sul do território.

### Animais

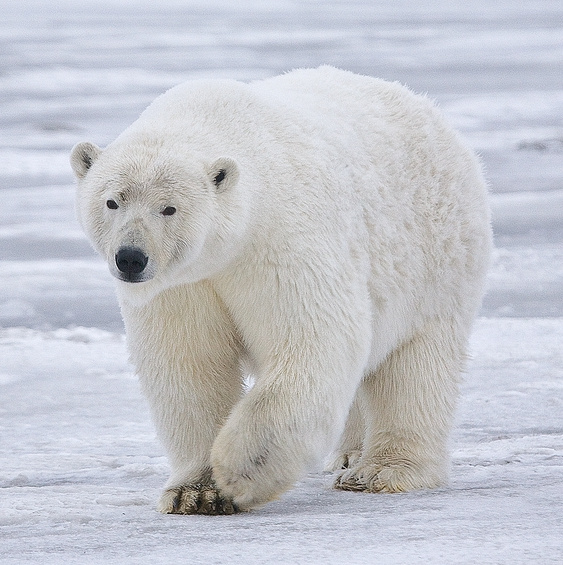
Ursos polares são comuns no ártico canadense, o que inclui o norte do Yukon.

Os grandes mamíferos encontrados em todo o território incluem a rena (Rangifer tarandus, alces (Alces alces), lobos (Canis lupus), ursos-cinzentos (Ursus arctos horribilis) e ursos-negros (Ursus americanus). Em altitudes mais elevadas pode-se encontrar carneiros-de-dall (Ovis dalli) e, no sul, cabras-da-montanha (Oreamnos americanus). Ursos-polares (Ursus maritimus) são encontrados na costa do Ártico. O veado-mula (Odocoileus hermionus) e o seu predador, o puma (Puma concolor), estão se tornando cada vez mais comuns no sul, e os coiotes (Canis latrans) estão aumentando seu alcance para o norte do Yukon. Cervos e bisontes foram introduzidos.
Existem muitas espécies de roedores, incluindo esquilos, esquilos-terrestres, lemingues, pikas, castores, vários ratos, porcos-espinhos, ratos-almiscarados e etc. Mustelídeos também estão bem representados e incluem o glutão (Gulo gulo), a marta (Martes americana), o arminho (Mustela erminea), a doninha-anã (Mustela nivalis), o vison-americano (Mustela vison) e a lontra (Lontra canadensis). Outros pequenos carnívoros presentes são o lince (Lynx canadensis), a raposa-vermelha (Vulpes vulpes) e a raposa-do-ártico (Alopex lagopus) ao longo da costa norte.

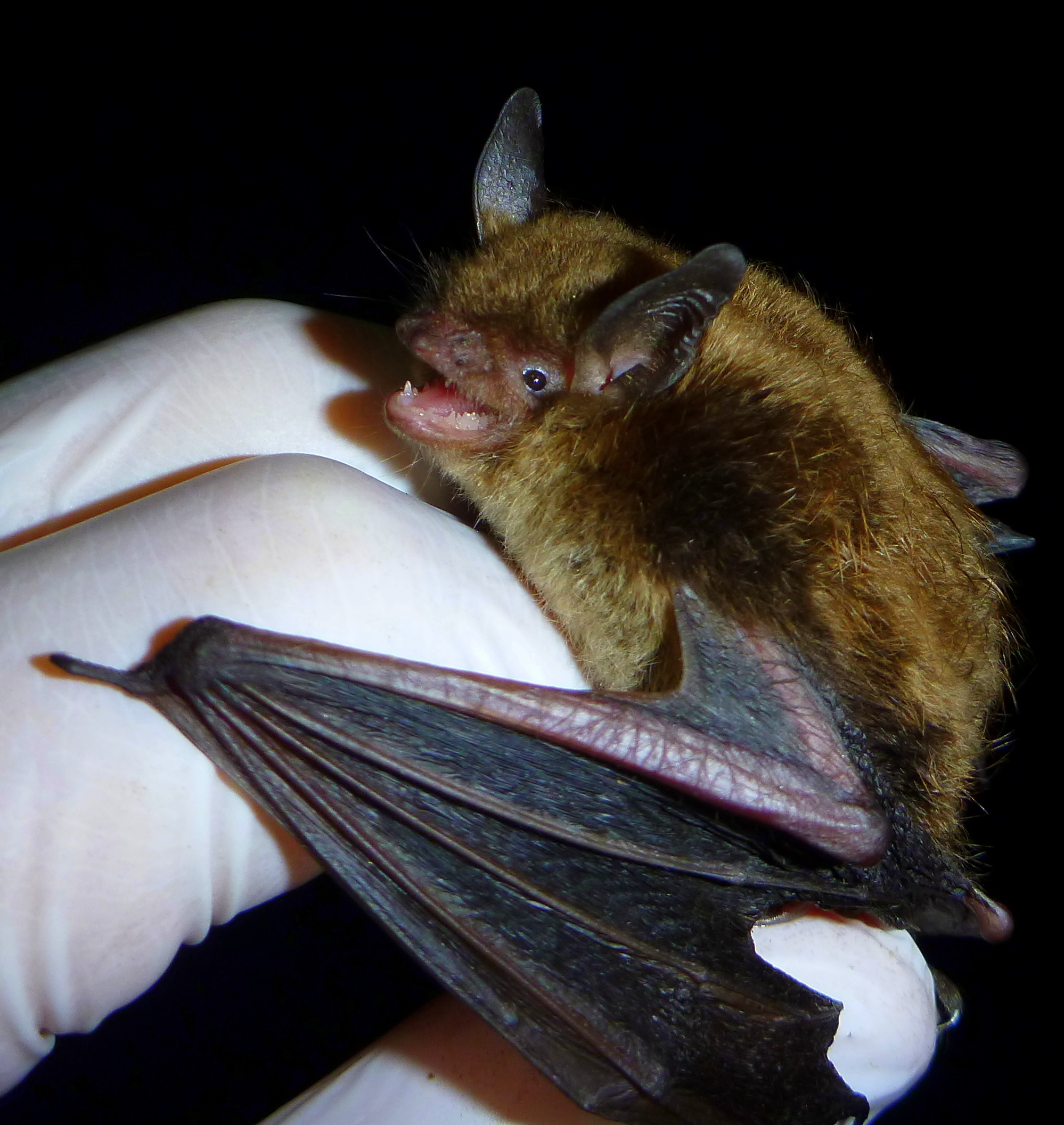
Myotis lucifugus, é a espécie de morcego mais comum no Yukon.

Mais de 250 espécies de aves foram avistadas no Yukon. O corvo-comum (Corvus corax) é o pássaro símbolo territorial e é comum em todos os lugares. Outros pássaros residentes comuns incluem as águias (Haliaeetus leucocephalus), a águias-douradas (Aquila chrysaetos), o falcão-rústico (Falco rusticolus) o falcão-peregrino (Falco peregrinus), cinco espécies de perdiz (perdiz-de-cheiro, perdiz-azul, grevol, lagópode-branco e o lagópode-de-cauda-branca). Muitas aves migratórias se reproduzem no Yukon, como ocorre no extremo norte da Rota Pacífica Norte-americana.
Além do lúcio e do lúcio do norte, a maioria dos peixes grandes encontrados nos rios, lagos e riachos do Yukon são salmonídeos. Quatro espécies de salmão do Pacífico (chinook, sockeye, coho e keta) se reproduzem em rios do Yukon e lagos nas bacias hidrográficas do Pacífico e do rio Yukon. O rio Yukon tem a mais longa rota de migração de água doce para espécies de salmão, o salmão chinook pode nadar mais de 3 000 km do Mar de Bering para desovar na montante de Whitehorse. Há também o salmão sockeye e truta arco-íris. As trutas são representados pela truta-do-lago presente na maioria dos grandes lagos do Yukon, bem como vários tipos de truta como a truta-touro e a truta-ártica.
Não há répteis no Yukon, mas há alguns anfíbios como poucas espécies de sapo.

## Demografia
De acordo com o censo canadense de 2016, o Yukon é a menos populosa dentre as treze subdivisões do Canadá, com 35 874 habitantes. É o menor dos três territórios em área de terra, com 474 713 km2 e a nona maior subdivisão do país, acima de Terra Nova e Labrador, Novo Brunswick, Nova Escócia e Ilha do Príncipe Eduardo. Os oito municípios do Yukon cobrem apenas 0,2% da área terrestre do território, mas abrigam 80,9% de sua população. Mais de dois terços da população do Yukon (25 085 residentes, 69,9%) residem em Whitehorse, o maior município e capital do território. É também o maior município por área terrestre, com 416,54 km2. O município menos populoso é Teslin, com 124 residentes, enquanto o menor por área de terra é Mayo, com 1,06 km2.

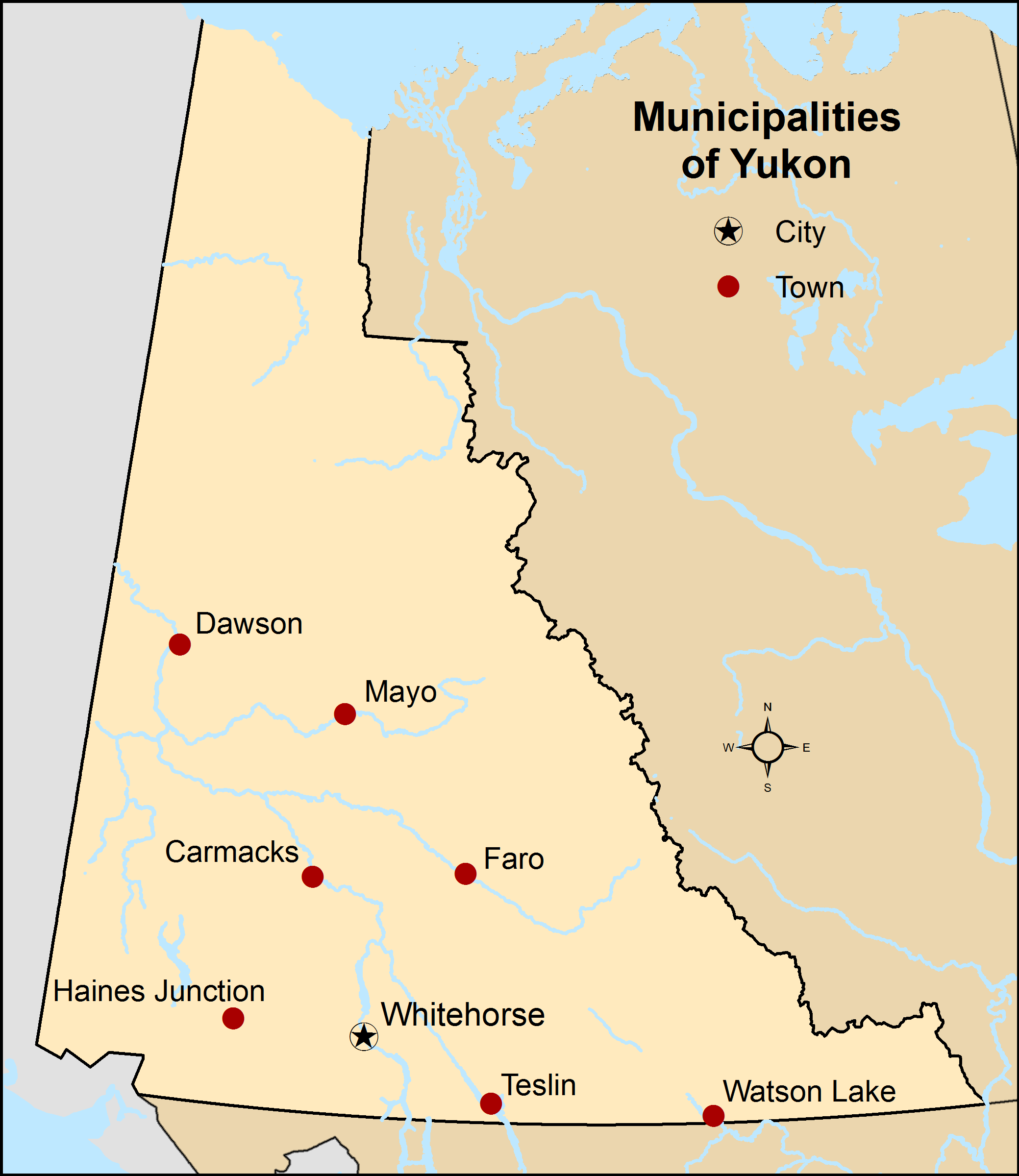
Distribuição dos oito municípios do Yukon por tipo

### Cidades

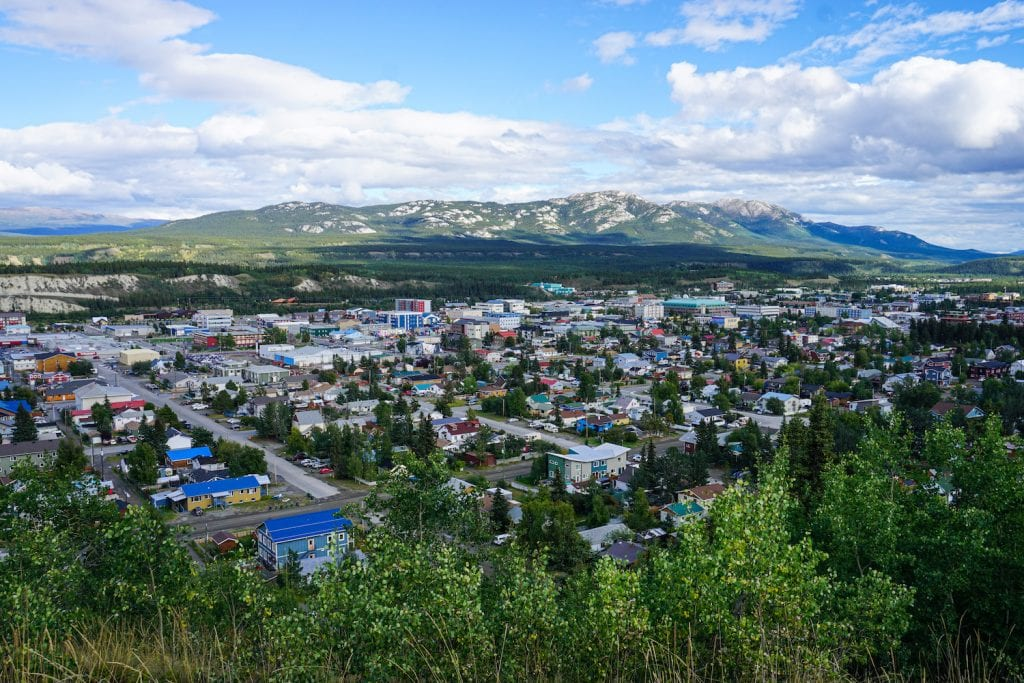
Whitehorse, a capital de Yukon e maior município.

Para incorporar uma comunidade como cidade, uma proposta pode ser iniciada sob a Lei Municipal a pedido do Ministro de Serviços Comunitários do Yukon, um conselho municipal, ou um mínimo de 30% de residentes elegíveis se a comunidade tiver uma população estimada acima de 2 500 pessoas. As cidades devem eleger um prefeito e seis conselheiros (no caso de Whitehorse), ou um prefeito e oito vereadores, se autorizado por lei, por um período de três anos. A única cidade incorporada no Yukon é Whitehorse, que é a maior das capitais dos três territórios do norte do Canadá. Tinha uma população de 25 085 habitantes e uma área de terra de 416,54 km2 no censo de 2016. A cidade de Dawson é uma antiga cidade no Yukon que agora tem status de town, mas tem permissão para manter o termo "city" em seu nome oficial.

### Towns

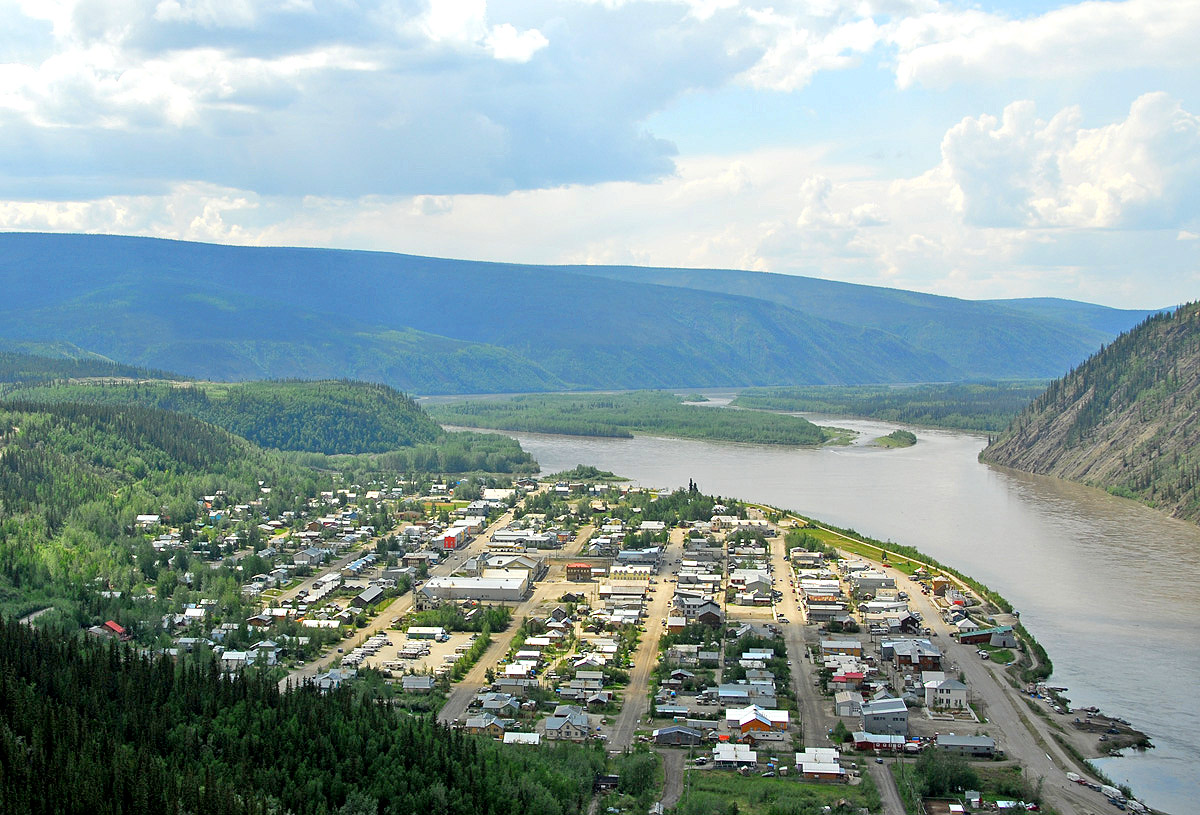
Vista de Dawson City e o rio Yukon.

Uma proposta para incorporar uma comunidade como uma town (pequena cidade) pode ser iniciada sob a Lei Municipal a pedido do Ministro de Serviços Comunitários, um conselho municipal, ou um mínimo de 30% de residentes elegíveis se a comunidade tiver uma população estimada acima de 300. As cidades devem eleger um prefeito e quatro vereadores, ou um prefeito e cinco a sete vereadores, se autorizado pelo estatuto, por um período de três anos.
Todos os municípios que eram vilas antes da adoção da Lei Municipal de 2001 continuaram classificadas como towns, mas foram autorizadas a manter o termo "village" em seus nomes oficiais. Yukon tem sete towns, Dawson City é a maior town do território por população com 1 375 habitantes e Faro é a maior por área terrestre: 203,57 km2. Teslin é a menor town por população, com 124 habitantes, enquanto Mayo é a menor em terra, com 1,06 km2.
| Nome            | Status | População (2016) | Área       | Densidade populacional |
| --------------- | ------ | ---------------- | ---------- | ---------------------- |
| Whitehorse      | Cidade | 25 085           | 416,54     | 60,2/km2               |
| Dawson City     | Town   | 1 375            | 32,45      | 42,4/km2               |
| Watson Lake     | Town   | 790              | 6,11       | 129,3/km2              |
| Haines Junction | Town   | 613              | 34,49      | 17,8/km2               |
| Carmacks        | Town   | 493              | 36,95      | 13,3/km2               |
| Faro            | Town   | 348              | 203,57     | 1,7/km2                |
| Mayo            | Town   | 200              | 1,06       | 188,7/km2              |
| Teslin          | Town   | 124              | 1,92       | 64,6/km2               |
| Total           | —      | 29 028           | 733,09     | 39,6/km2               |
| Total do Yukon  | —      | 35 874           | 474 712,68 | 0,08/km2               |

### Etnias
Etnias do Yukon em 2016.
De acordo com o censo canadense de 2006, a maioria da população do território era descendente de europeus, embora tenha uma população significativa de comunidades das Primeiras Nações indígenas em todo o território.
| Posição | Etnia            | População |
| ------- | ---------------- | --------- |
| 1       | Ingleses         | 8 795     |
| 2       | Primeiras Nações | 7 705     |
| 3       | Escoceses        | 7 000     |
| 4       | Canadenses       | 6 075     |
| 5       | Irlandeses       | 5 735     |
| 6       | Alemães          | 4 835     |
| 7       | Franceses        | 4 330     |
| 8       | Ucranianos       | 1 620     |
| 9       | Holandeses       | 1 475     |
| 10      | Noruegueses      | 1 340     |

A Pesquisa Nacional por Amostra de Domicílios de 2011 examinou a diversidade etnocultural e a imigração no Yukon. Naquela época, 87,7% dos residentes eram nascidos no Canadá e 24,2% eram de origem aborígene. Os países de nascimento mais comuns para os imigrantes foram o Reino Unido (15,9%), as Filipinas (15,0%) e os Estados Unidos (13,2%). Entre os imigrantes muito recentes (entre 2006 e 2011) que vivem no Yukon, 63,5% nasceram na Ásia.

### Línguas

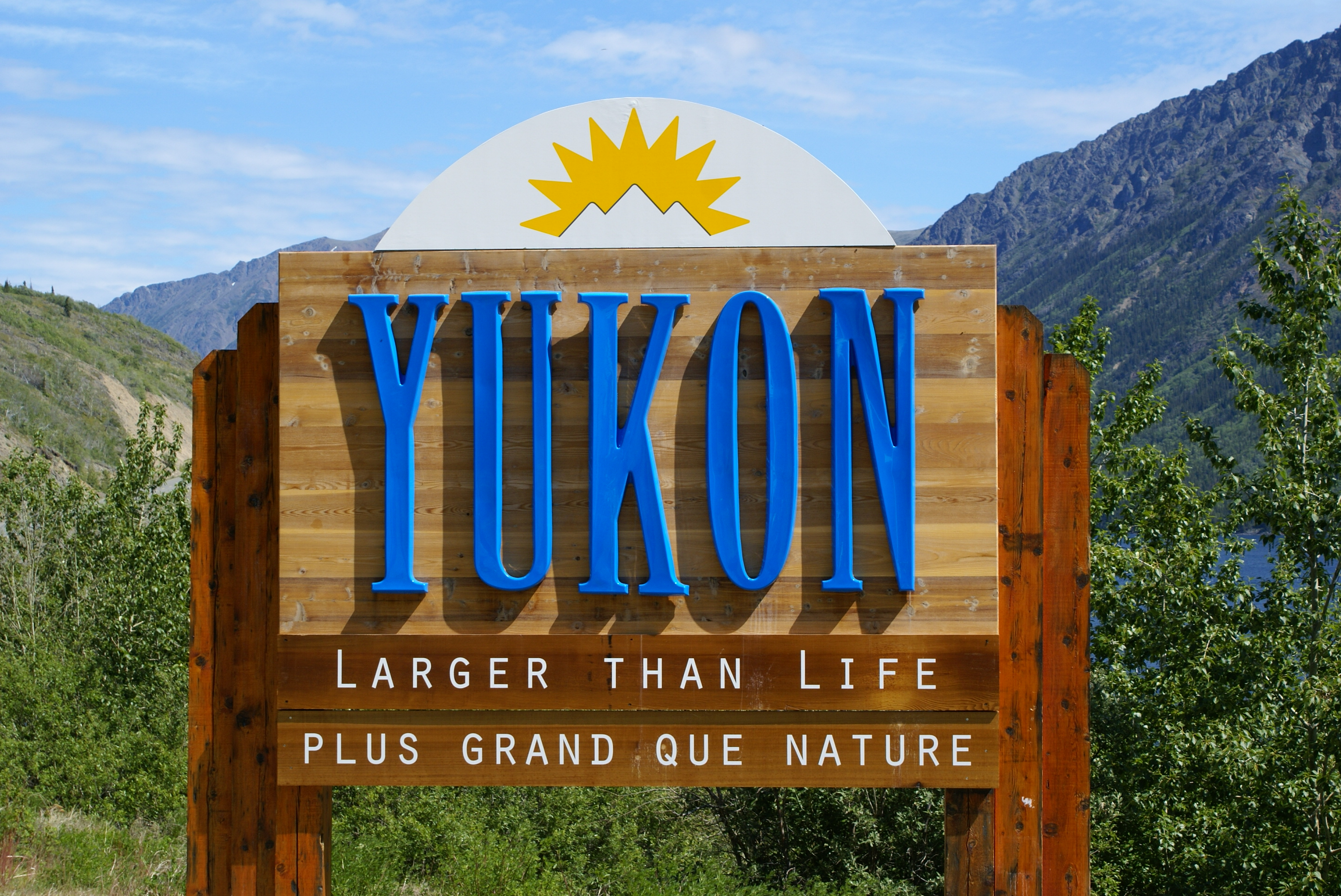
Placa de boas-vindas do Yukon com texto em inglês e francês.

A língua materna mais comumente relatada entre as 33 145 respostas únicas ao censo canadense de 2011 foi o inglês em 28 065 (85%). A segunda mais comum foi de 1 455 (4%) para o francês. Entre 510 entrevistados múltiplos, 140 deles (27%) relataram que sua língua materna era ambos inglês e francês, enquanto 335 (66%) relataram o inglês e uma "língua não oficial" e 20 (4%) relataram francês e uma outra "língua não oficial ".
A Lei da Língua oe Yukon "reconhece o significado" das línguas aborígenes no Yukon, embora apenas o inglês e o francês estejam disponíveis para leis, processos judiciais e procedimentos de assembleia legislativa.
| Línguas maternas no Yukon de acordo com o censo de 2011 | Línguas maternas no Yukon de acordo com o censo de 2011 | Línguas maternas no Yukon de acordo com o censo de 2011 | Línguas maternas no Yukon de acordo com o censo de 2011 |
| Posição                                                 | Língua                                                  | População                                               | Porcentagem                                             |
| ------------------------------------------------------- | ------------------------------------------------------- | ------------------------------------------------------- | ------------------------------------------------------- |
| 1                                                       | Inglês                                                  | 28 065                                                  | 82,9%                                                   |
| 2                                                       | Francês                                                 | 1 455                                                   | 4,3%                                                    |
| 3                                                       | Alemão                                                  | 805                                                     | 2,4%                                                    |
| 4                                                       | Tagalog                                                 | 425                                                     | 1,3%                                                    |
| 5                                                       | Kaska                                                   | 265                                                     | 0,8%                                                    |
| 6                                                       | Tutchone Nortista                                       | 200                                                     | 0,6%                                                    |
| 7                                                       | Espanhol                                                | 180                                                     | 0,5%                                                    |
| 8                                                       | Tutchone Sulista                                        | 140                                                     | 0,4%                                                    |
| 9                                                       | Holandês                                                | 130                                                     | 0,4%                                                    |
| 9                                                       | Chinês                                                  | 130                                                     | 0,4%                                                    |
| 10                                                      | Tlingit                                                 | 105                                                     | 0,3%                                                    |

### Religiões
A Pesquisa Nacional por Amostra de Domicílios de 2011 informou que 49,9% dos Yukoners afirmaram não ter religião, a maior porcentagem entre as subdivisões do Canadá. A afiliação religiosa mais frequentemente relatada foi o cristianismo, relatado por 46,2% dos moradores. Destas, as denominações mais comuns foram a Igreja Católica (39,6%), a Igreja Anglicana do Canadá (17,8%) e a Igreja Unida do Canadá (9,6%).

## Economia

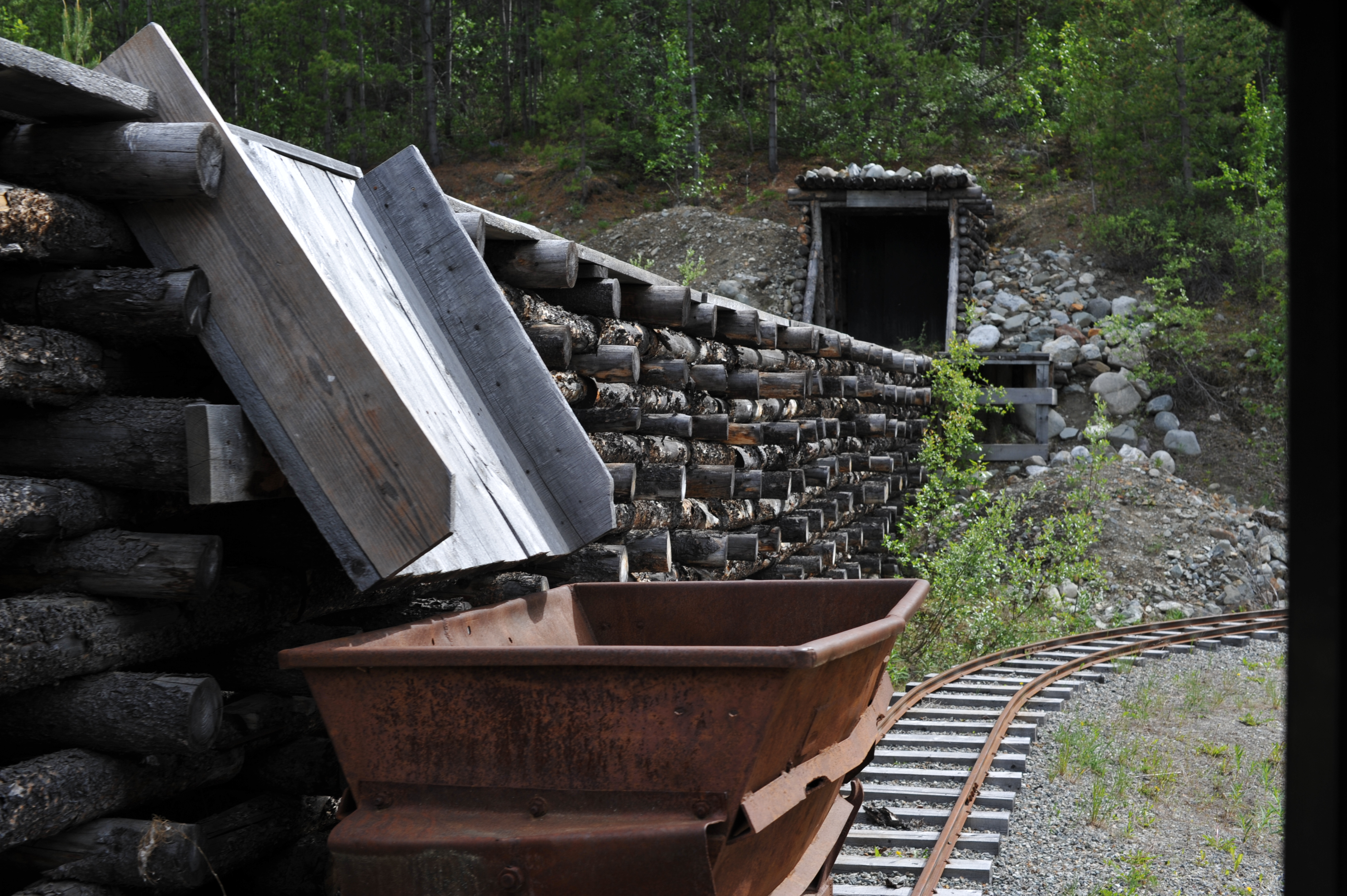
Uma correia transportadora de um túnel de mina em Yukon. A economia do território tem sido historicamente centrada em mineração.

A principal indústria histórica do Yukon era a mineração (chumbo, zinco, prata, ouro, amianto e cobre). O governo adquiriu a terra da Companhia da Baía de Hudson em 1870 e a separou dos Territórios do Noroeste em 1898 para preencher a necessidade de um governo local criado pelo influxo populacional da corrida do ouro. Milhares desses garimpeiros se mudaram para o território, dando início a um período da história do Yukon, registrado por autores como Robert W. Service e Jack London. A memória deste período e os primeiros dias da Real Polícia Montada do Canadá, bem como as maravilhas cênicas do território e as oportunidades de recreação ao ar livre, fazem do turismo a segunda indústria mais importante do território.
A fabricação, incluindo móveis, roupas e artesanato, segue em importância, juntamente com a hidroeletricidade. As indústrias tradicionais de armadilhagem e pesca diminuíram. Hoje, o setor governamental é de longe o maior empregador do território, empregando diretamente aproximadamente 5 pessoas de uma força de trabalho de 12 500 pessoas, numa população de 36 500.

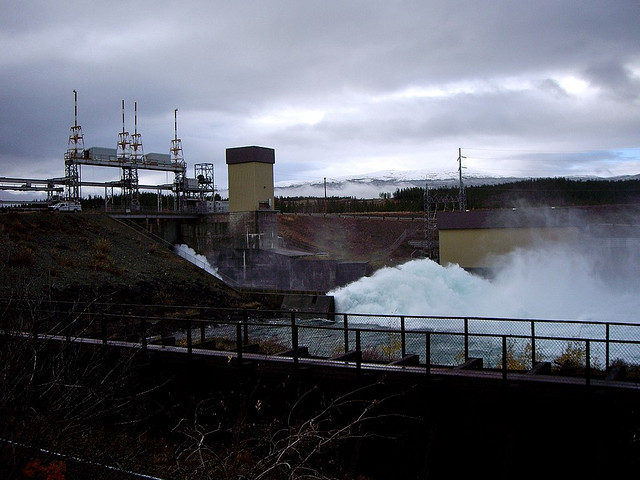
Usina hidrelétrica em Whitehorse.

Em 1º de maio de 2015, o Yukon modificou sua Lei de Sociedades de Negócios, em um esforço para atrair mais benefícios e participantes para sua economia. Uma emenda ao BCA que permite que um procurador seja dado para fins de votação. Outra mudança permitirá que os diretores busquem oportunidades de negócios declinadas pela corporação, uma prática fora dos limites na maioria das outras jurisdições, devido ao potencial inerente para conflitos de interesse. Uma das mudanças permitirá que uma corporação atue como diretora de uma subsidiária registrada no Yukon. A legislação também permite que as empresas adicionem cláusulas em seus artigos de incorporação, dando aos diretores a aprovação geral para vender todos os ativos da empresa sem exigir um voto dos acionistas. Se previsto por um acordo de acionistas unânime, uma corporação não é obrigada a ter diretores em tudo. Há maior flexibilidade em relação à localização de escritórios de registros corporativos, incluindo a capacidade de manter um escritório de registros fora do Yukon, desde que seja acessível por meios eletrônicos.

### Turismo

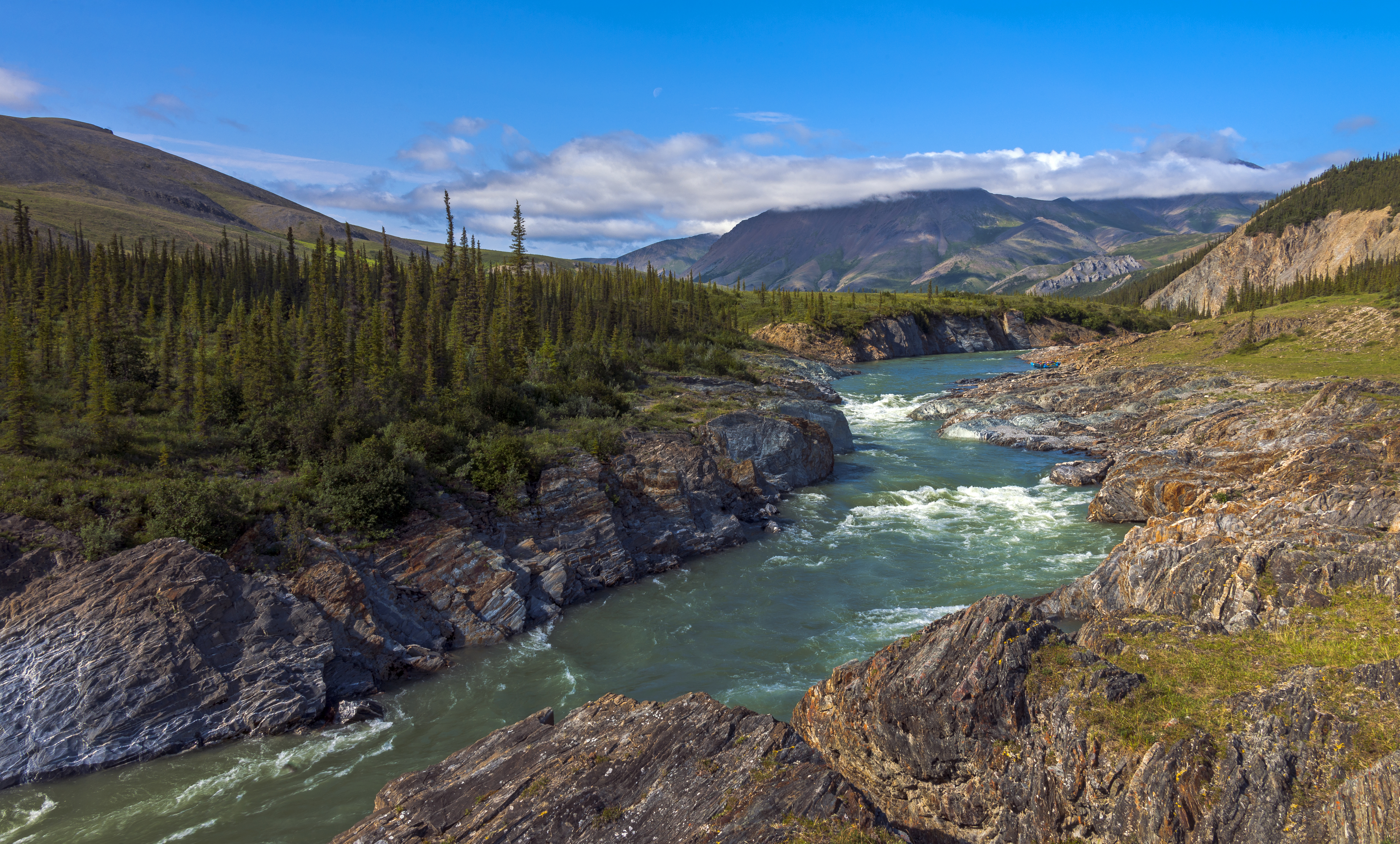
O Parque Nacional Ivvavik é um dos três parques nacionais localizados em Yukon.

O lema do turismo do Yukon é "maior que a vida". O turismo no Yukon depende muito de seu ambiente natural, e há muitos fornecedores e guias organizados disponíveis para atividades como, mas não limitado a caça, pesca, canoagem, caminhadas, esqui, snowboard, escalada no gelo e trenós puxados por cães. Estas atividades são oferecidas tanto em um ambiente organizado ou no freeride, que é acessível por via aérea ou snowmobile. Os festivais e eventos esportivos do Yukon incluem o Festival Cultural de Adaka, o Festival Internacional de Conto de Histórias do Yukon e o Encontro de Yukon Sourdough. A latitude do Yukon permite a visão da aurora boreal.
O governo do Yukon mantém uma série de parques territoriais, incluindo o Parque Territorial Qikiqtaruk da Ilha Herschel, Parque Territorial Tombsbone, Parque de Pesca Ni'iinlii'njik, e o Parque Territorial de Coal River Springs. A Parks Canada, uma agência federal do Governo do Canadá, também mantém três parques e reservas nacionais dentro do território, o Parque Nacional e Reserva Kluane, o Parque Nacional Ivvavik e o Parque Nacional Vuntut.
Yukon é também o lar de 12 Locais Históricos Nacionais do Canadá. Os lugares também são administrados pela Parks Canada, com cinco dos 12 locais localizados nos parques nacionais. O território abriga uma série de museus, incluindo o Copperbelt Railway & Mining Museum, o SS Klondike Boat Museum, o Yukon Beringia Interpretive Centre em Whitehorse; bem como o Keno City Mining Museum na cidade de Keno. O território também abriga uma série de empreendimentos que permitem aos turistas conhecer as culturas pré-coloniais e modernas das Primeiras Nações e os povos inuítes do Yukon.

## Educação
Existem 28 escolas no total no Yukon, 14 em Whitehorse e 14 situadas nas comunidades rurais. Cada um delas é administrada por um conselho escolar, exceto a Escola Émilie-Tremblay, administrada pelo único quadro escolar do Yukon, a Comissão Escolar Francófona do Yukon. Os conselhos escolares são compostos por membros da comunidade localmente eleitos e nomeados, que desempenham papéis importantes no aconselhamento e na tomada de decisões sobre algumas das operações na educação do território.

### Ensino superior

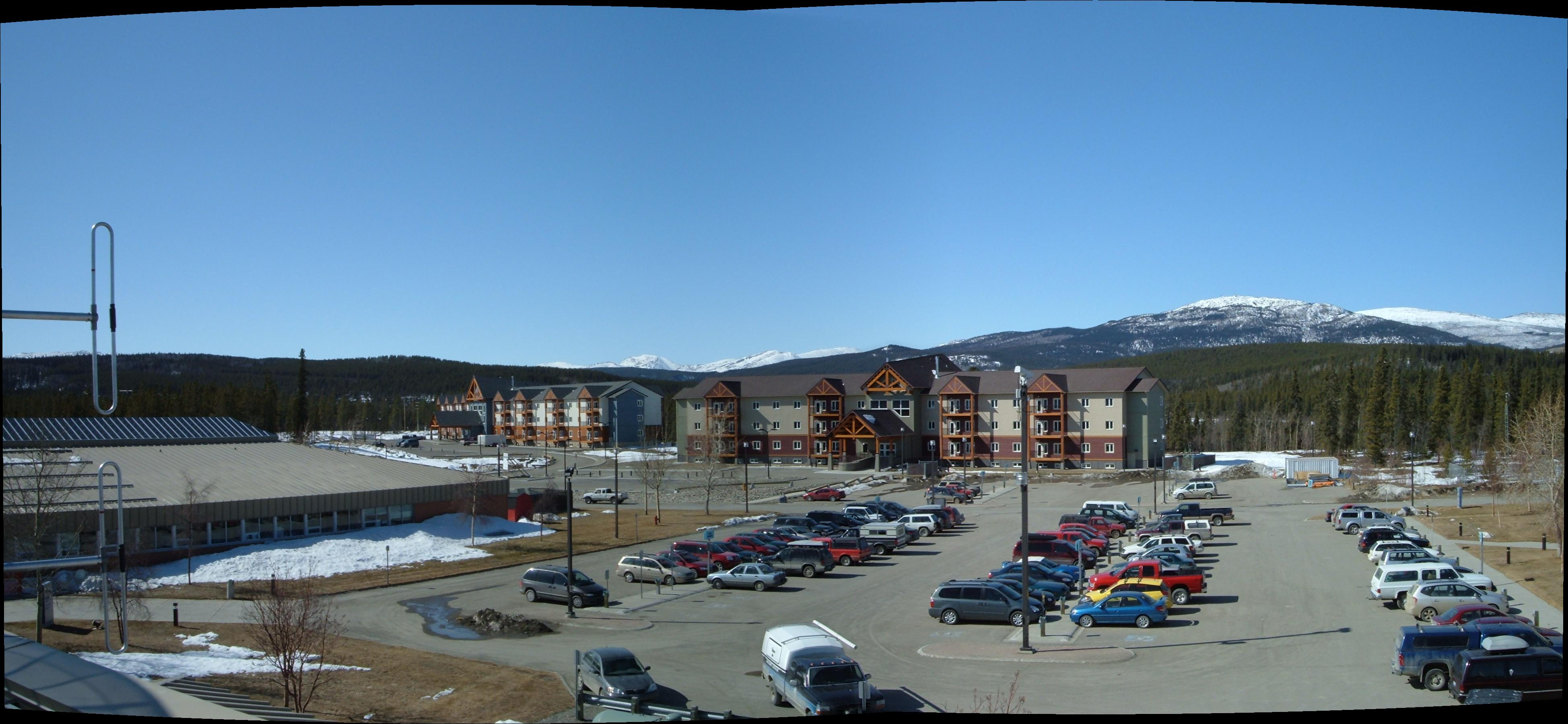
Yukon College.

Escola de Artes Visuais de Yukon.

O ensino superior no Yukon é formado pela pequena população do território (40 717 pessoas em dezembro de 2018) em uma área geográfica relativamente grande. A história do ensino superior andou de mãos dadas com o estabelecimento de um governo territorial representativo em 1979. O Yukon College é a única instituição de ensino superior no Yukon, e emite certificados, diplomas e programas de graduação.
Embora o Yukon College não tenha sido formalmente estabelecido até 1988, seu predecessor, a Escola de Formação Profissional de Whitehorse (mais tarde, tornou-se o Yukon Professional and Training Center), inaugurou em 1963, e era concentrada nas habilidades de ensino que permitiam que os adultos conseguissem um emprego. Em 1977, o governo do território fez acordos com a Universidade da Colúmbia Britânica para oferecer um programa de formação de professores universitários para o Yukon.
O nascimento do Yukon College em 1983 deveu-se à demanda pública por mais oportunidades de educação e treinamento dentro do território.
Em 2007, e como parte do Yukon College, a Escola de Artes Visuais do Yukon foi criada para fornecer cursos a nível de bacharel em artes e design. A escola é uma parceria entre a Dawson City Arts Society, a Yukon College e a Tr'ondek Hwech'in e sua credencial é conferida pelo Yukon College. A governança vem de todos os três parceiros e o financiamento vem do governo do Yukon.

## Política

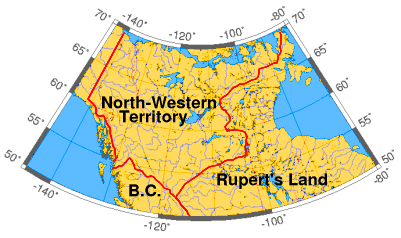
Do início do século XIX até 1870, as áreas que compunham o Yukon eram administradas pela Companhia da Baía de Hudson, como o Território do Noroeste.

No século XIX, o Yukon era um segmento do Território do Noroeste que era administrado pela Companhia da Baía de Hudson e depois pelos Territórios do Noroeste administrados pelo governo federal canadense. Só obteve um governo local reconhecível em 1895 quando se tornou um distrito separado dos Territórios do Noroeste. Em 1898, foi feito um território separado com o seu próprio comissário e um conselho territorial nomeado.
Antes de 1979, o território era administrado pelo comissário que foi nomeado pelo ministro federal de Assuntos Indígenas e Desenvolvimento do Norte. O comissário tinha um papel na nomeação do Conselho Executivo do território, atuava como presidente e desempenhava um papel cotidiano no governo do território. O Conselho Territorial eleito tinha um papel puramente consultivo. Em 1979, um grau significativo de poder foi transferido do comissário e do governo federal para a legislatura territorial que, naquele ano, adotou um sistema partidário de governo responsável. Essa mudança foi realizada por meio de uma carta de Jake Epp, o ministro de Assuntos Indígenas e Desenvolvimento do Norte, e não por meio de legislação formal.

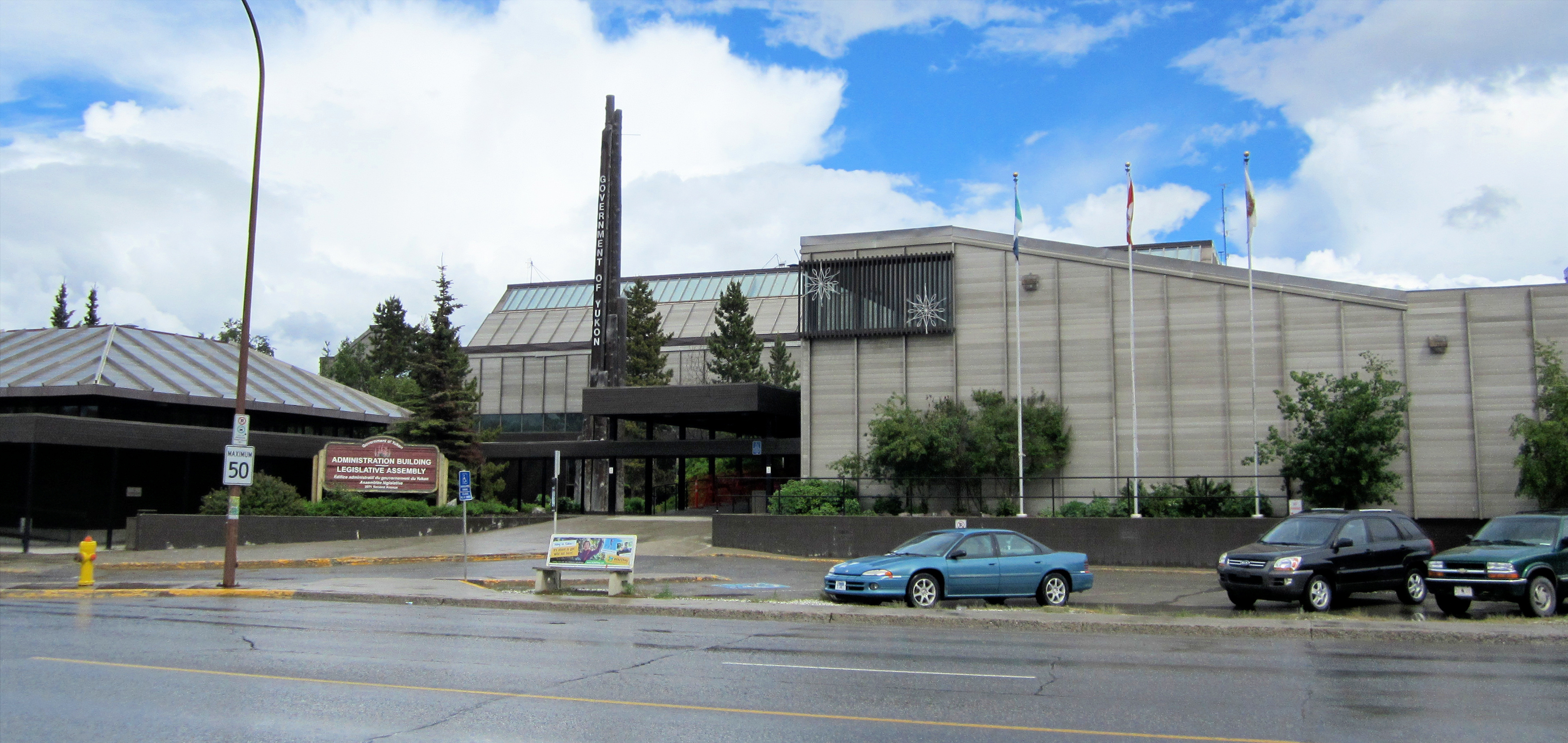
O Edifício Legislativo de Yukon é o ponto de encontro da assembleia legislativa do território.

Em preparação para o governo responsável, os partidos políticos foram organizados e concorreram candidatos à Assembléia Legislativa do Yukon pela primeira vez em 1978. Os Conservadores Progressistas venceram essas eleições e formaram o primeiro partido do governo do Yukon em janeiro de 1979. O Novo Partido Democrático do Yukon (NDP) formou o governo de 1985 a 1992 sob o comando de Tony Penikett e novamente de 1996 sob Piers McDonald até serem derrotados em 2000. Os conservadores voltaram ao poder em 1992 sob John Ostashek depois de se terem renomeado para o Partido Yukon. O governo liberal de Pat Duncan foi derrotado nas eleições de novembro de 2002, com Dennis Fentie, do partido Yukon, formando o governo como primeiro-ministro.
A Lei do Yukon, aprovada em 1º de abril de 2003, formalizou os poderes do governo do Yukon e transferiu poderes adicionais ao governo territorial (por exemplo, controle sobre terras e recursos naturais). A partir de 2003, além de processos criminais, o governo do Yukon tinha muitos dos mesmos poderes que os governos provinciais, e os outros dois territórios, Nunavut e Territórios do Noroeste estão procurando obter os mesmos poderes. Hoje o papel do comissário é análogo ao de um tenente-governador provincial, no entanto, ao contrário dos tenente-governadores, os comissários não são representantes formais da rainha do Canadá, mas são funcionários do governo federal.
Embora tenha havido uma discussão no passado sobre o Yukon se tornar a 11ª província canadense, geralmente é sentido que sua base populacional é muito escassa para que isso ocorra atualmente.
No nível federal, o território é representado no Parlamento do Canadá por um único membro do parlamento e por um senador. Os membros do parlamento dos territórios do Canadá são representantes de voto completos e iguais e os residentes do território gozam dos mesmos direitos que outros cidadãos canadenses. Um membro do parlamento do Yukon, Erik Nielsen, era o vice-primeiro-ministro sob o governo de Brian Mulroney, enquanto outro, Audrey McLaughlin, era o líder do Partido Novo Democrático federal de 1989 a 1995.
O território inteiro é um único distrito eleitoral na Câmara dos Comuns do Canadá. O atual detentor do assento é o membro liberal do Parlamento Canadense, Larry Bagnell, após sua vitória nas eleições federais de 2015.
Yukon recebe um assento no Senado do Canadá e foi representado por três senadores desde que o cargo foi criado em 1975. A posição no Senado é ocupada pelo senador conservador Daniel Lang, que foi nomeado por conselho do então primeiro-ministro Stephen Harper em 22 de dezembro de 2008. Foi preenchido anteriormente por Ione Christensen, do Partido Liberal. Nomeado para o Senado em 1999 pelo primeiro-ministro Jean Chrétien, Christensen renunciou em dezembro de 2006 para ajudar seu marido doente. De 1975 a 1999, Paul Lucier (Liberal) serviu como senador pelo Yukon. Lucier foi nomeado pelo primeiro-ministro Pierre Trudeau.

## Transportes
Antes das formas modernas de transporte, os rios e passagens nas montanhas eram as principais rotas de transporte para o povo tlingit, que negociava com os atabascanos, através de Chilkoot Pass e da Trila de Dalton, bem como com os primeiros europeus.

### Aerovias

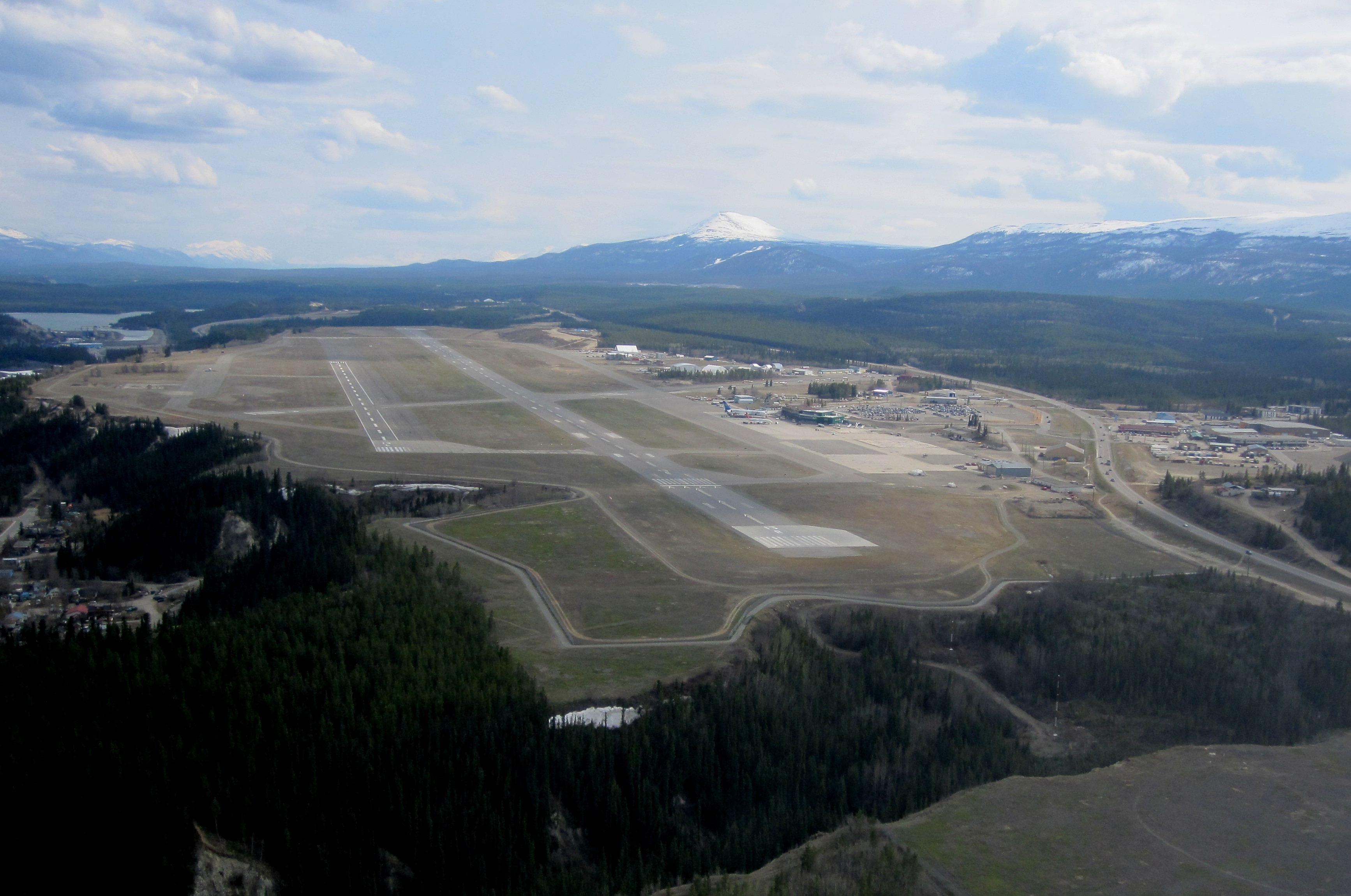
Aeroporto Internacional de Whitehorse.

O Aeroporto Internacional de Whitehorse Erik Nielsen serve como centro da infraestrutura do transporte aéreo, com voos diretos programados para Vancouver, Kelowna, Calgary, Edmonton, Yellowknife, Inuvik, Ottawa, Dawson City, Old Crow e Frankfurt. O Aeroporto Internacional de Whitehorse também é a sede e o principal hub da Air North, a companhia aérea do Yukon. Todas as comunidades do Yukon são servidas por um aeroporto ou aeródromo comunitário. As comunidades de Dawson City e Old Crow têm um serviço regular programado pela Air North. Os negócios de afretamento aéreo existem principalmente para atender às indústrias de exploração de turismo e mineração.

### Ferrovias
A ferrovia deixou de funcionar na década de 1980 com o primeiro fechamento da mina em Faro. Agora, a ferrovia é usada durante os meses de verão para a temporada de turismo, com operações até Carcross.

### Rodovias

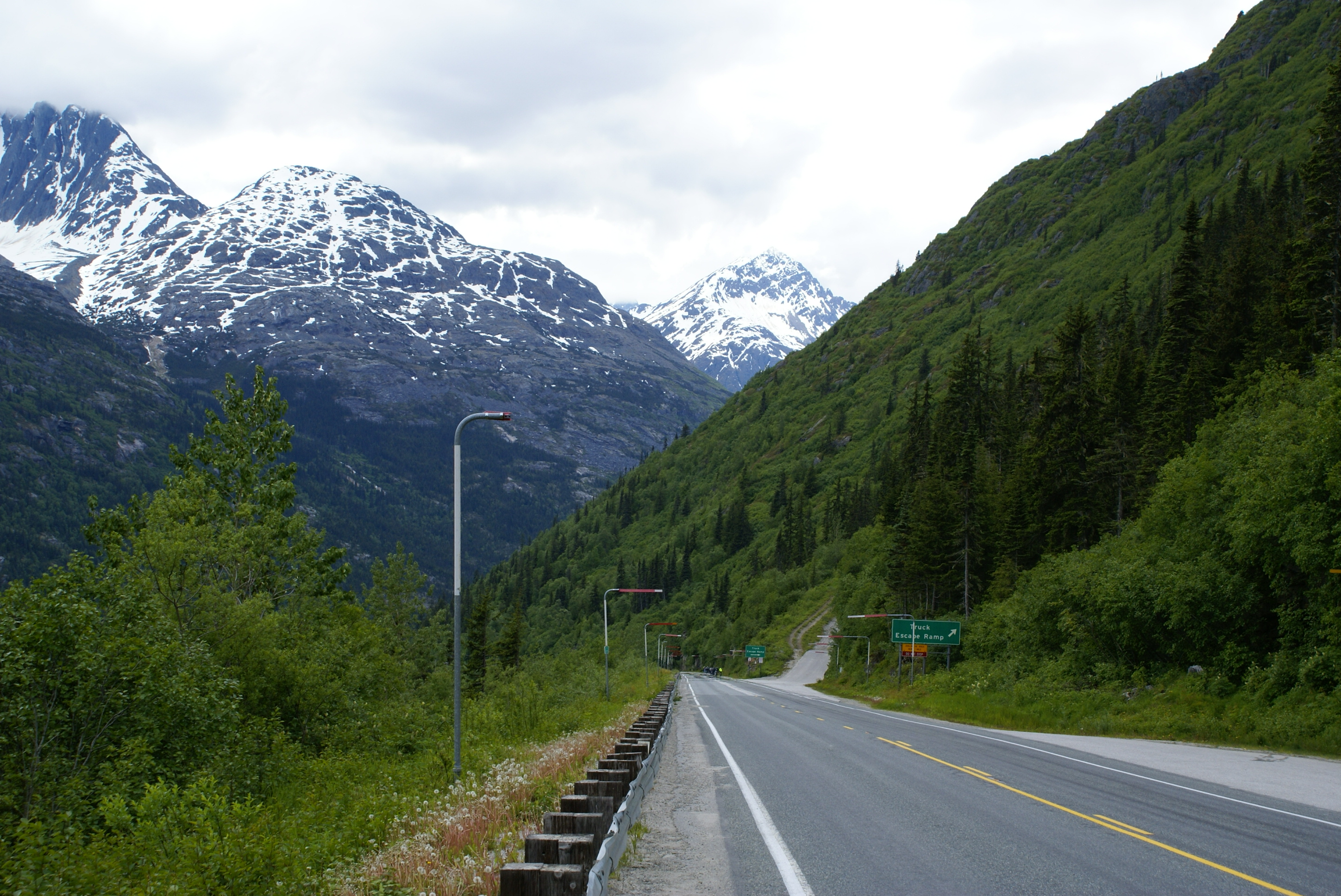
A rodovia Klondike é uma das várias rodovias territoriais no Yukon

Hoje, as principais rotas terrestres incluem a estrada do Alasca, a rodovia Klondike (entre Skagway e Dawson City), a rodovia Haines (entre Haines no Alasca e Haines Junction) e a rodovia Dempster (ligando Inuvik nos Territórios do Noroeste à rodovia Klondike, e a única rota de acesso rodoviário ao Oceano Ártico, no Canadá), todas são pavimentadas, exceto a rodovia Dempster. Outras rodovias com menos tráfego incluem a "Rodovia Robert Campbell", ligando Carmacks (na rodovia Klondike) a Watson Lake (na estrada do Alasca) via Faro e Ross River, e a "Silver Trail" ligando as antigas comunidades mineradoras de prata de Mayo, Elsa e Keno City para a rodovia Klondike na ponte do rio Stewart. As viagens aéreas são a única maneira de alcançar a comunidade do norte distante, Old Crow.

### Hidrovias
Desde a Corrida do Ouro até a década de 1950, os barcos fluviais navegavam no rio Yukon, principalmente entre Whitehorse e Dawson City, com alguns indo ainda mais longe para o Alasca e para o Mar de Bering e outros afluentes do rio Yukon, como o rio Stewart. A maior parte dos barcos fluviais era de propriedade da British-Yukon Navigation Company, uma afiliada da White Pass e da Yukon Route, que também operavam uma ferrovia de bitola estreita entre Skagway, no Alasca e Whitehorse.